# Ciclabile del Danubio

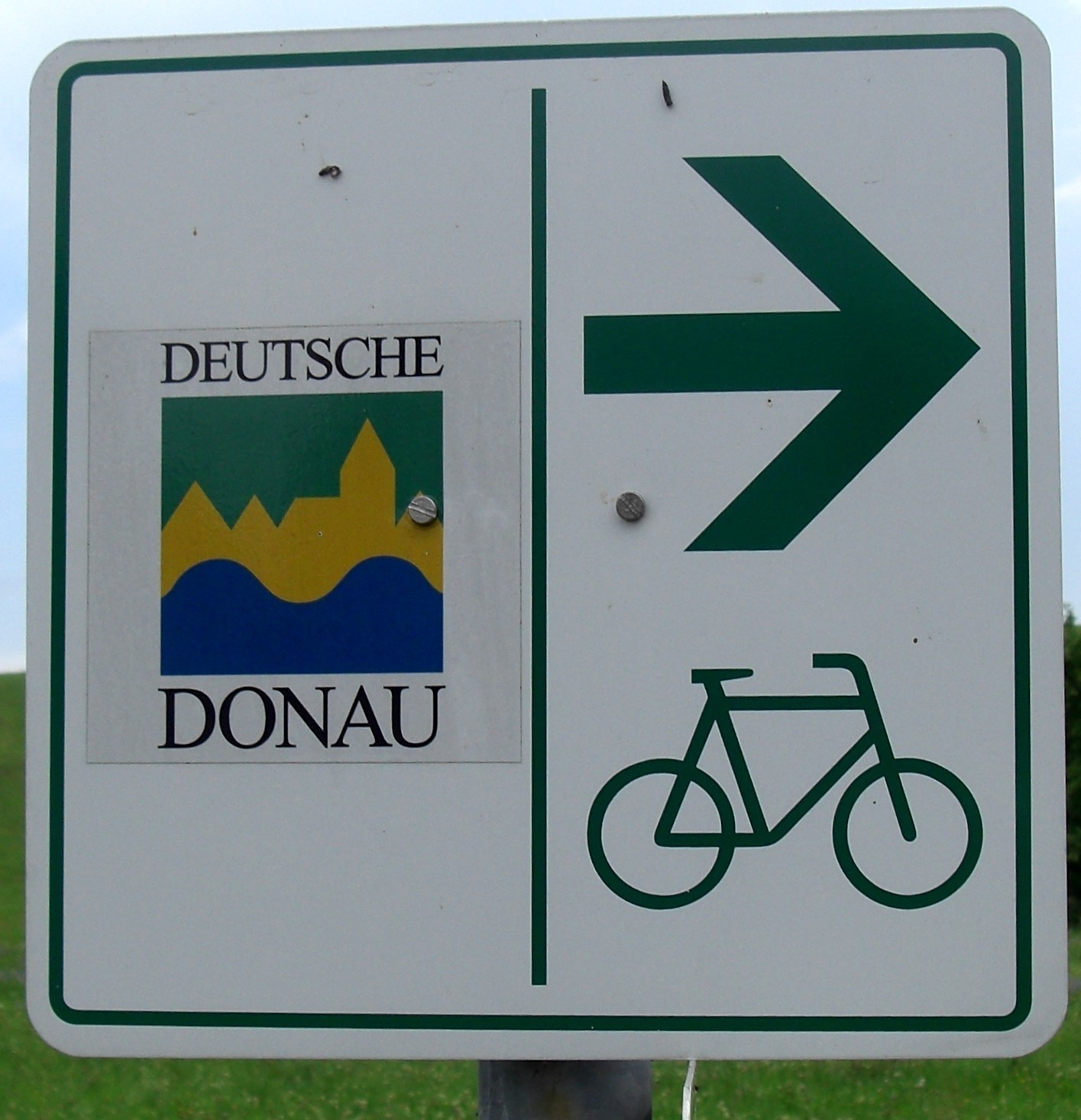
Cartello della ciclabile presso il Danubio tedesco

La ciclabile del Danubio è una pista ciclabile a lunga percorrenza che si snoda su 2850 km partendo dalla sorgente del Danubio e arrivando alla sua foce nel Mar Nero. Essa tocca i seguenti Paesi: Germania, Austria, Slovacchia, Ungheria, Croazia, Serbia, Bulgaria e Romania. Il tratto da Donaueschingen fino a Budapest è ben segnalato. La lunghezza dei segmenti è di circa 607 km in Germania, 403 km in Austria e 290 km fino a Budapest.

## Descrizione generale dell'intero percorso
La ciclabile del Danubio corre per la maggior parte su entrambe le sponde del fiume, anche se in parte è presente su una sola sponda, cosicché durante il percorso è necessario attraversare più volte il Danubio. La ciclabile segue un'antica strada romana lungo il limes danubiano che collegava le stazioni, i castelli e le fortificazioni fino al Delta del Danubio. Questa era nota come strada del Danubio o Via Istrum.
Secondo l'analisi dei viaggi ciclabile Travelbike dell'ADFC del 2018 la ciclabile del Danubio fa parte dei dieci percorsi ciclabili più amati in Germania. La porzione tedesca della ciclabile del Danubio è la ciclabile di qualità dell'ADFC con 4 stelle.
Il Danubio scorre attraverso paesaggi assai vari e numerose montagne. Un'ulteriore attrattiva della ciclabile è data dalle numerose rocche, conventi, costruzioni artistiche, peculiarità geologiche e famose città. Queste ultime sono molto diverse le une dalle altre: le antiche città imperiali Vienna e Budapest nonché la città vescovile Passau per esempio, che per quanto riguarda il loro significato storico si contrappongono alla moderna città culturale Linz. Anche alcune riserve naturali sono parte integrante del percorso. Laddove la corrente attraversa i grandi pianori, la ciclabile spesso scorre su argini con buona visuale, che cominciano in Bassa Baviera per proseguire in Alta Austria, nella Piana della Morava e terminare infine in Ungheria.
La ciclabile fa parte dell'itinerario EuroVelo EV6 (itinerario dei fiumi, dall'Atlantico al Mar Nero). La parte tedesca della ciclabile del Danubio corrisponde all'itinerario D R6, "Itinerario del Danubio", da Basilea a Passau, la parte dell'Alta Austria è denominata R1, "Percorso del Danubio", la parte della Bassa Austria è conosciuta come R6, "ciclabile del Danubio". Mentre il tratto nell'alto corso, dalla sorgente fino a Budapest, nonché quello serbo, siano contrassegnati da cartelli lungo tutto il percorso, mancano corrispondenti cartelli, in particolare nel tratto bulgaro e romeno: qui la ciclabile corre per lo più su strade rurali più o meno tranquille e il cicloturista deve affidarsi alle relative cartine geografiche.

## Germania

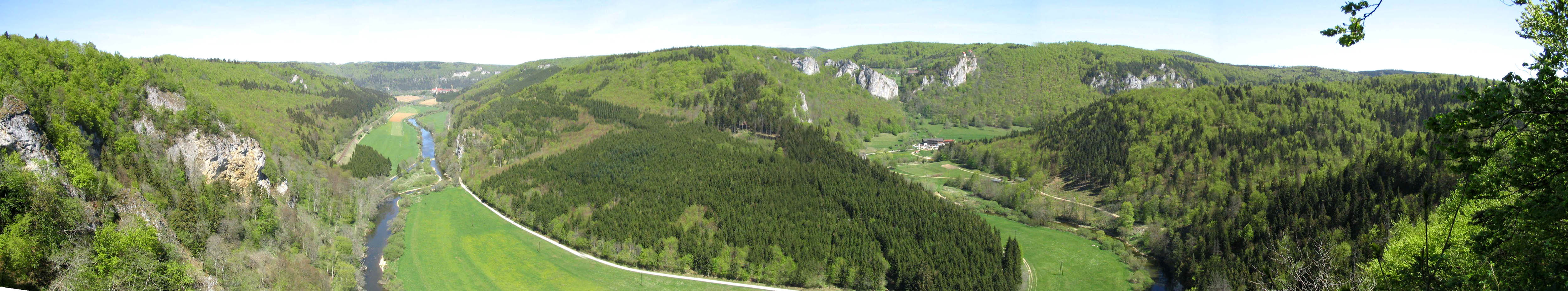
La vista dal Knopfmacherfelsen mostra la ciclabile del Danubio tra il Jägerhaus sotto il castello di Bronnen (a destra nell'immagine) e l'arciabbazia di Beuron (nello sfondo dell'immagine a sinistra). La ciclabile qui scorre lontana dal traffico automobilistico nella valle di collegamento ricca di massicci rocciosi del Danubio.

L'"itinerario del Danubio 6" incomincia già nel "triangolo dei tre paesi", presso Basilea: a partire da Donaueschingen è la vera e propria "ciclabile del Danubio"; da Tuttlingen, risalendo il fiume, si chiama anche "itinerario fluviale EV6".
- Nel Baden-Württemberg si attraversano le località di Donaueschingen, Tuttlingen, Beuron, Sigmaringen, Scheer, Riedlingen, Obermarchtal, Ehingen, Ulma
- In Baviera si attraversano le località di Neu-Ulm, Oberelchingen, Leipheim, Günzburg, Offingen, Gundelfingen an der Donau, Lauingen, Dillingen an der Donau, Höchstädt an der Donau, Donauwörth, Marxheim, Bertoldsheim, Neuburg an der Donau, Ingolstadt, Neustadt an der Donau, Kelheim, Bad Abbach, Ratisbona, Donaustauf, Wörth an der Donau, Kössnach, Straubing, Bogen, Mariaposching, Metten, Deggendorf, Niederalteich, Osterhofen, Pleinting, Vilshofen, Windorf, Gaishofen, Passavia, Obernzell

### Segmento Baden-Württemberg
Dalle sorgenti del Danubio a Donaueschingen la ciclabile tedesca, lunga circa 600 km, conduce attraverso l'altopiano di Baar verso Tuttlingen e prosegue attraverso il parco naturale dell'Alto Danubio. La ciclabile segue per lunghi tratti la ferrovia delle valli danubiane (tranne nella zona dei cinque tunnel), che si snoda tra Donaueschingen e Ulma, offrendo quindi la possibilità di itinerari combinati in treno e bicicletta.
Il tratto nell'"alta valle del Danubio" (tra le cittadine danubiane Mühlheim an der Donau e Scheer), il vero cuore del "Parco naturale dell'alto Danubio", è orlato da un grande numero di imponenti massicci calcarei nonché da una miriade di rocche, gole, castelli, rovine, conventi e chiese barocche, come per esempio:

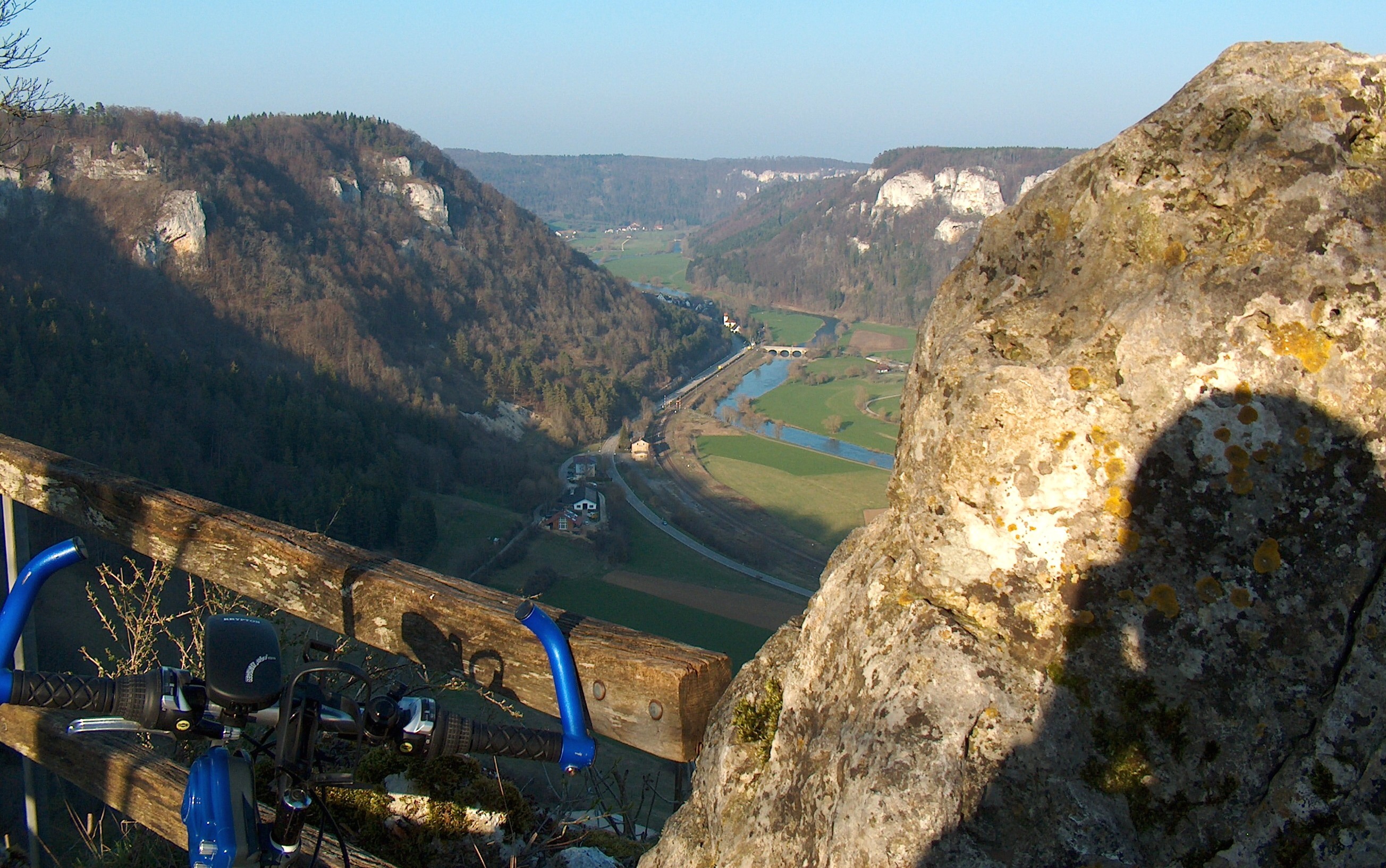
Valle di collegamento del Danubio attraverso il fiume svevo Alb nel parco naturale dell'alto Danubio

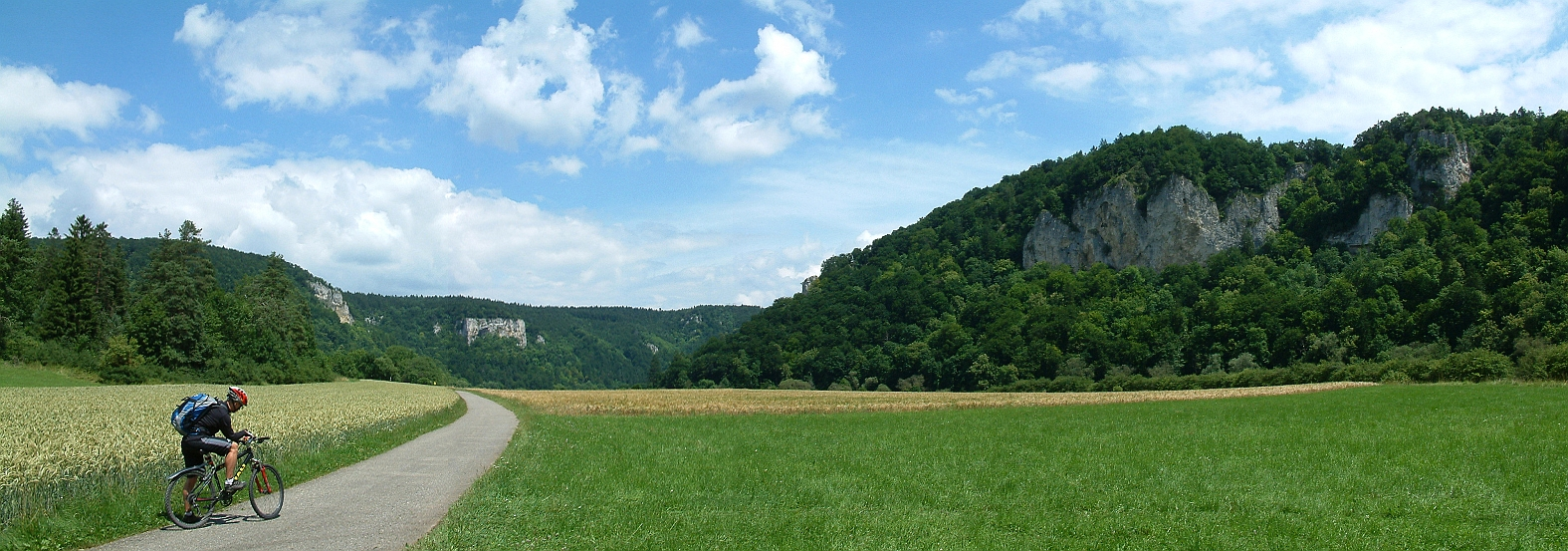
Ciclabile tra Mühlheim e Fridingen nella valle dell'alto Danubio

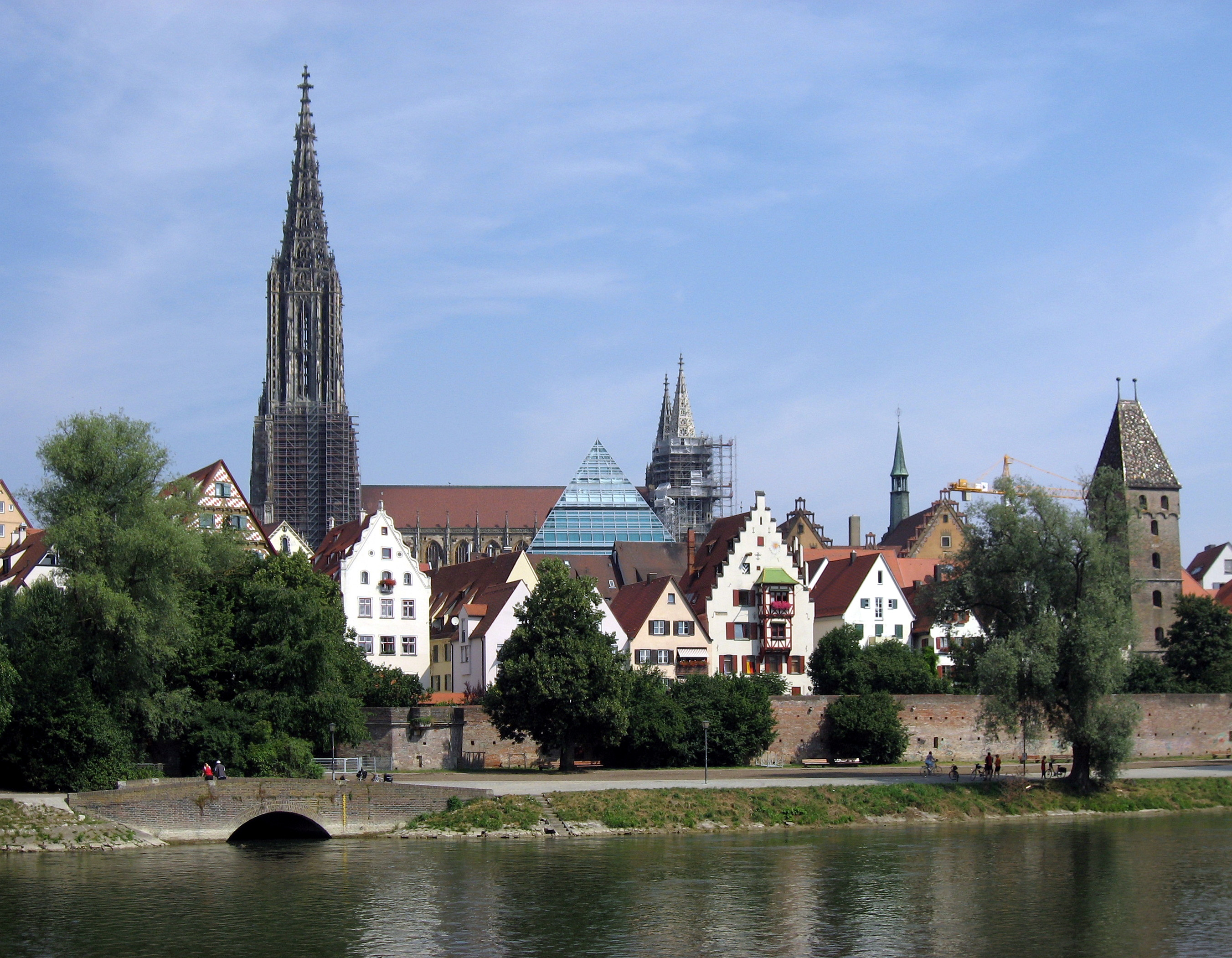
La ciclabile del Danubio tra la sponda del fiume e le mura storiche della città sul lungofiume del Danubio a Ulma

- Castello dei signori di Enzberg a Mühlheim
- Rovine della rocca di Kallenberg
- Castello di Bronnen
- Arciabbazia di Beuron
- Gola di Pietro presso Beuron
- Gola di Benedetto
- Rocca di Wildenstein presso Leibertingen
- Castello di Werenwag
- Rovine della rocca di Falkenstein nella valle del Danubio
- Rovine di Dietfurt
- Rovine della rocca di Neugutenstein
- Spuntone di Amalia
- Castello di Sigmaringen
- Castello di Scheer
- Castello di Bartelstein
- Chiesa di San Nicola a Scheer

Dopo Scheer il Danubio abbandona il fiume svevo Alb e la ciclabile del Danubio scorre attraverso i larghi pianori della valle del Danubio nell'alta Svevia. Attraverso Riedlingen, Obermarchtal ed Ehingen il cicloturista raggiunge Ulma (km 194,5) e lascia quindi il Land Baden-Württemberg in direzione della Baviera.
Una variante amata e anche segnalata con cartelli a partire da Ehingen è il percorso attraverso il Blautal verso il Blautopf con le località Schelklingen, Blaubeuren e Blaustein, che a Ulm conduce di nuovo alla ciclabile del Danubio standard. La valle del Blau si è formata dal Danubio primordiale. Quando la Schwäbische Alb si eresse nel corso del sollevamento delle Alpi, inizialmente il Danubio primordiale si inabissò sempre più in profondità nella roccia, finché si cercò infine un letto più a sud.
La variante paesaggisticamente più attraente attraverso il Blautal tocca l'area della biosfera del Giura svevo, istituita dall'UNESCO nel 2009. Il percorso segue un anello verso nord, che raggiunge 43,5 chilometri di percorso tra Ehingen e Ulm; la via standard più diretta attraverso Erbach invece è di dieci chilometri più corta.

### Segmento attraverso la Baviera
In Baviera la ciclabile del Danubio si snoda inizialmente attraverso la campagna, che è comunemente chiamata Svevia bavarese. La grande riserva naturale del Donaumoos svevo fiancheggia la ciclabile per un lungo tratto. Attraverso Elchingen, Günzburg, Dillingen, Höchstädt la ciclabile conduce a Donauwörth. La regione Alta Baviera è raggiunta a Ingolstadt (km 352). Con il convento di Weltenburg, Kelheim e Ratisbona (km 443) il ciclista arriva in Bassa Baviera e nell'Alto Palatinato. Dopo Wörth sul Danubio, Straubing, Plattling e Vilshofen sul Danubio si procede alla volta di Passavia (km 595,5). Sotto Passavia il Danubio – e con esso anche la relativa ciclabile – segna il confine con l'Austria. Sotto Obernzell una chiusa percorribile offre la possibilità di abbinare il passaggio della frontiera all'attraversamento del Danubio.

### Ulteriori collegamenti alla rete di piste ciclabili nazionale e a lunga percorrenza
Già a Donaueschingen la ciclabile Heidelberg-Foresta Nera-Lago di Costanza conduce sia dal lago di Costanza che dalla Foresta Nera alla ciclabile del Danubio. A Tuttlingen la ciclabile degli Hohenzollern raggiunge la ciclabile del Danubio e conduce verso nord al Neckar, verso sud al lago di Überling. A Sigmaringen incrocia la ciclabile del Giura svevo e conduce o a sud anch'essa al lago di Costanza, o a nordovest attraverso il Giura svevo verso Nördlingen.
Quasi a forma di stella si biforcano subito quattro lunghe ciclabili all'altezza di Ulm e Neu-Ulm:
- la ciclabile Giura-Neckar attraverso il Giura svevo
- il percorso Hohenlohe-Giura orientale attraverso il Giura orientale verso la Baviera

- ciclabile dell'Iller verso l'Algovia
- pista ciclabile Danubio-Lago di Costanza attraverso l'Alta Svevia

Presso Offingen la ciclabile del Kammeltal si biforca verso sud lungo il Kammel attraverso l'angolo barocco svevo; a Gundremmingen comincia la ciclabile del Mindeltal come percorso fluviale, anch'essa verso sud lungo la Mindel.
Il segmento della ciclabile di lunga percorrenza tra Bad Gögging e Passau (216 km) in Baviera ricorda il periodo romano, prima di Ratisbona tocca il Limes germanico superiore-retico e assume il nome latino di Via Danubia. E' segnalato da cartelli con tale nome.
→ Articolo principale: Via Danubia
- a Donauwörth risulta un raccordo alla Via Claudia Augusta (ciclabile nonché antica strada romana)
- a Neustadt sul Danubio c'è una biforcazione verso la ciclabile del luppolo del Hallertau.
- a Kelheim la ciclabile del Danubio si collega alla ciclabile dell'Altmühltal. Anche lì è possibile, come a partire da Ehingen, esplorare un segmento del Danubio primordiale.
- a Kelheim anche la ciclabile del Limes tedesco e la ciclabile dei cinque fiumi toccano il Danubio.
- a Deggendorf la ciclabile dell'Isar si immette nella ciclabile del Danubio.
- a Passavia la ciclabile di Tauern e la ciclabile dell'Inn si inseriscono nella ciclabile del Danubio.

## Austria

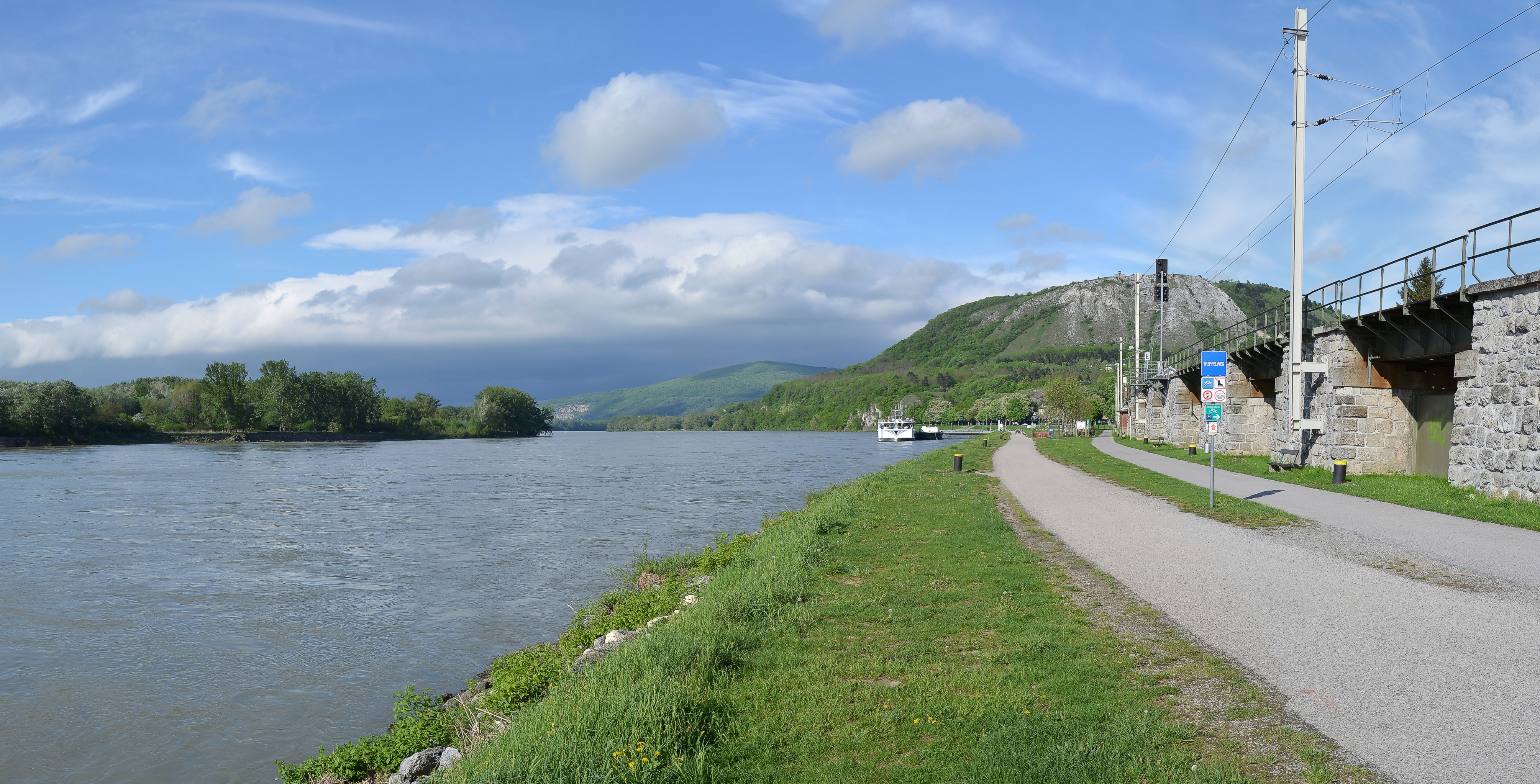
Ciclabile del Danubio a Hainburg sul Danubio

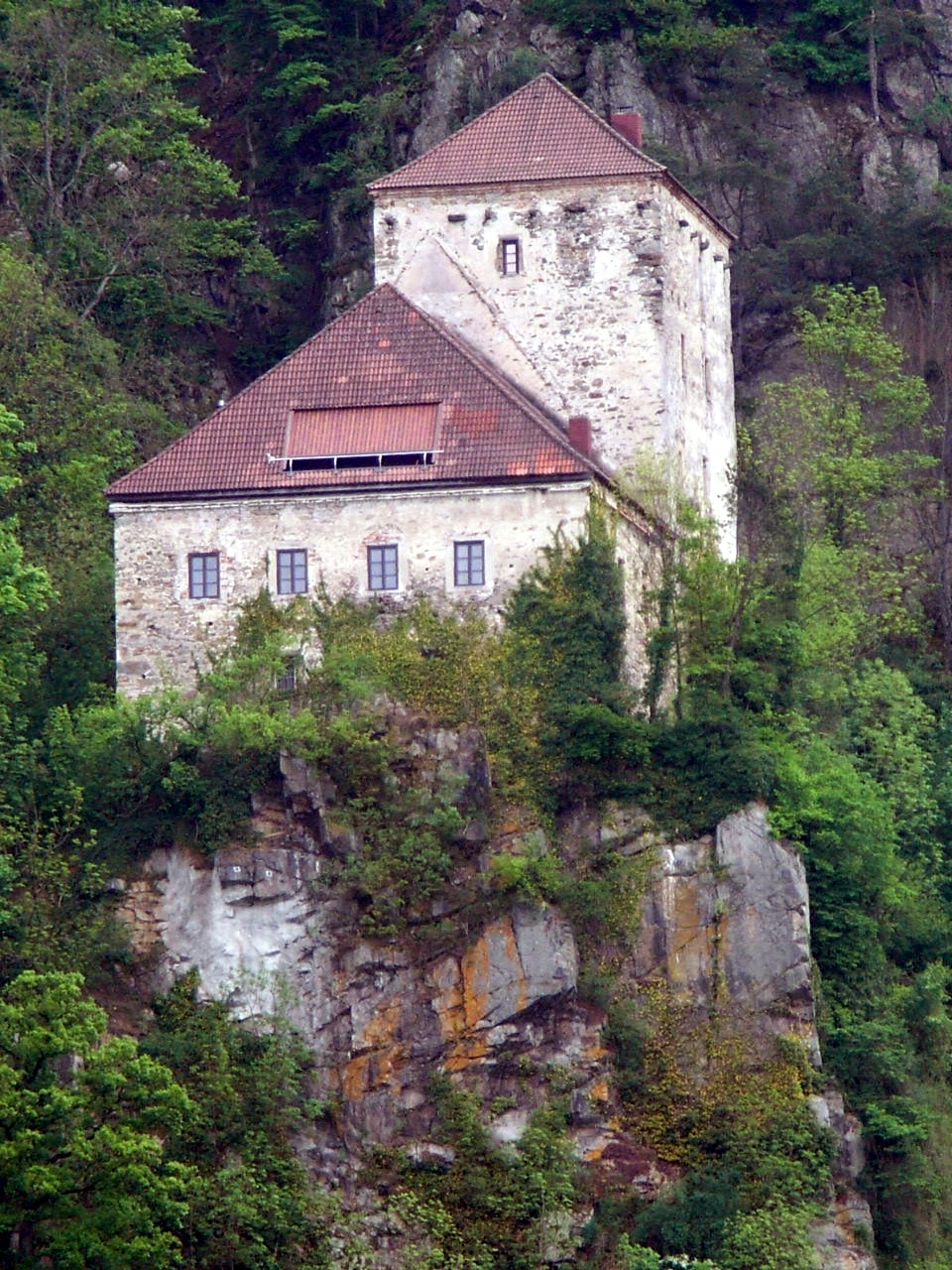
Rocca di Krempelstein

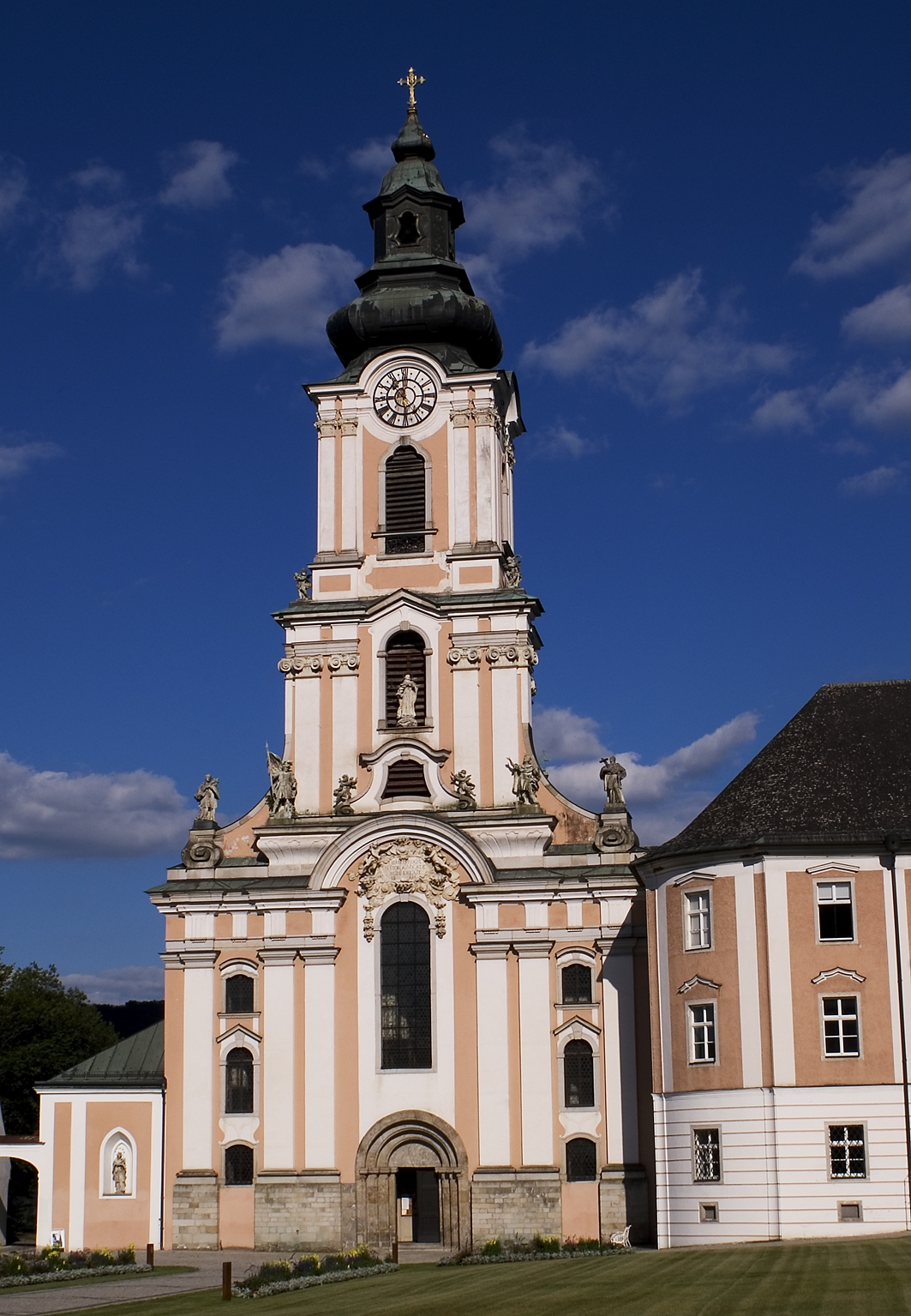
Monastero di Wilhering

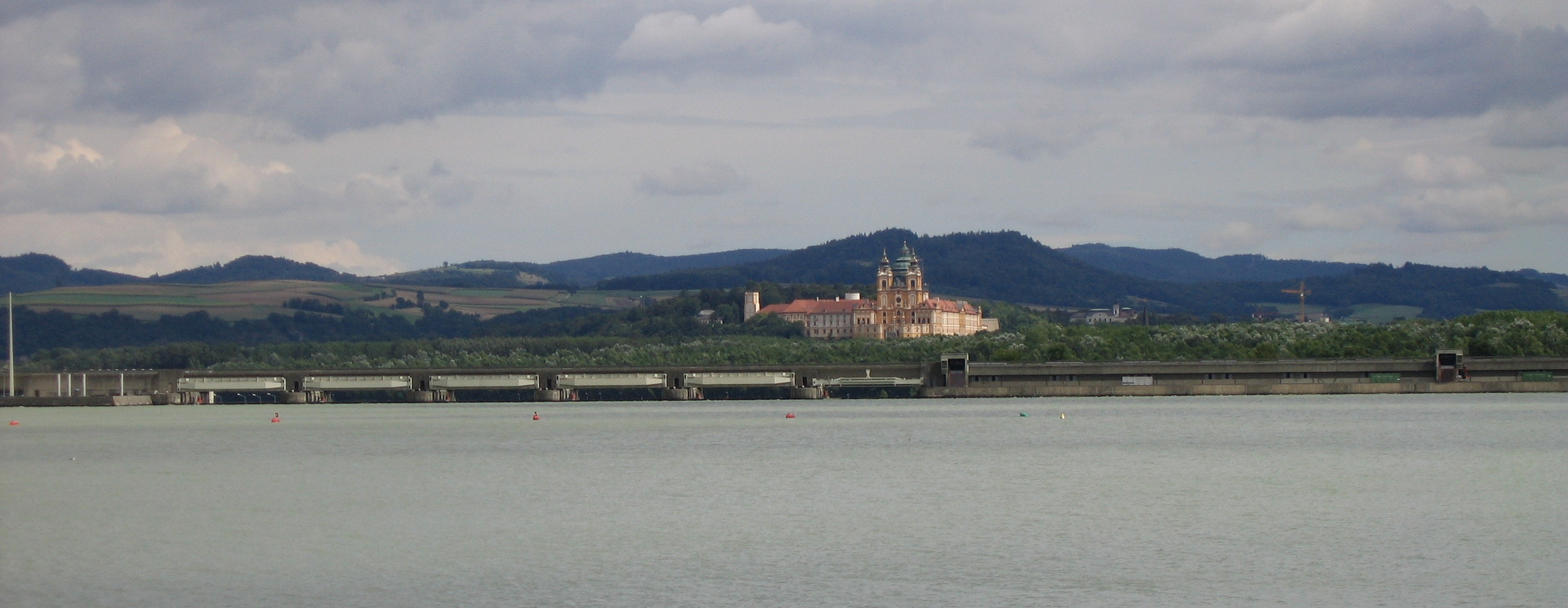
Centrale elettrica sul Danubio a Melk e Abbazia di Melk.

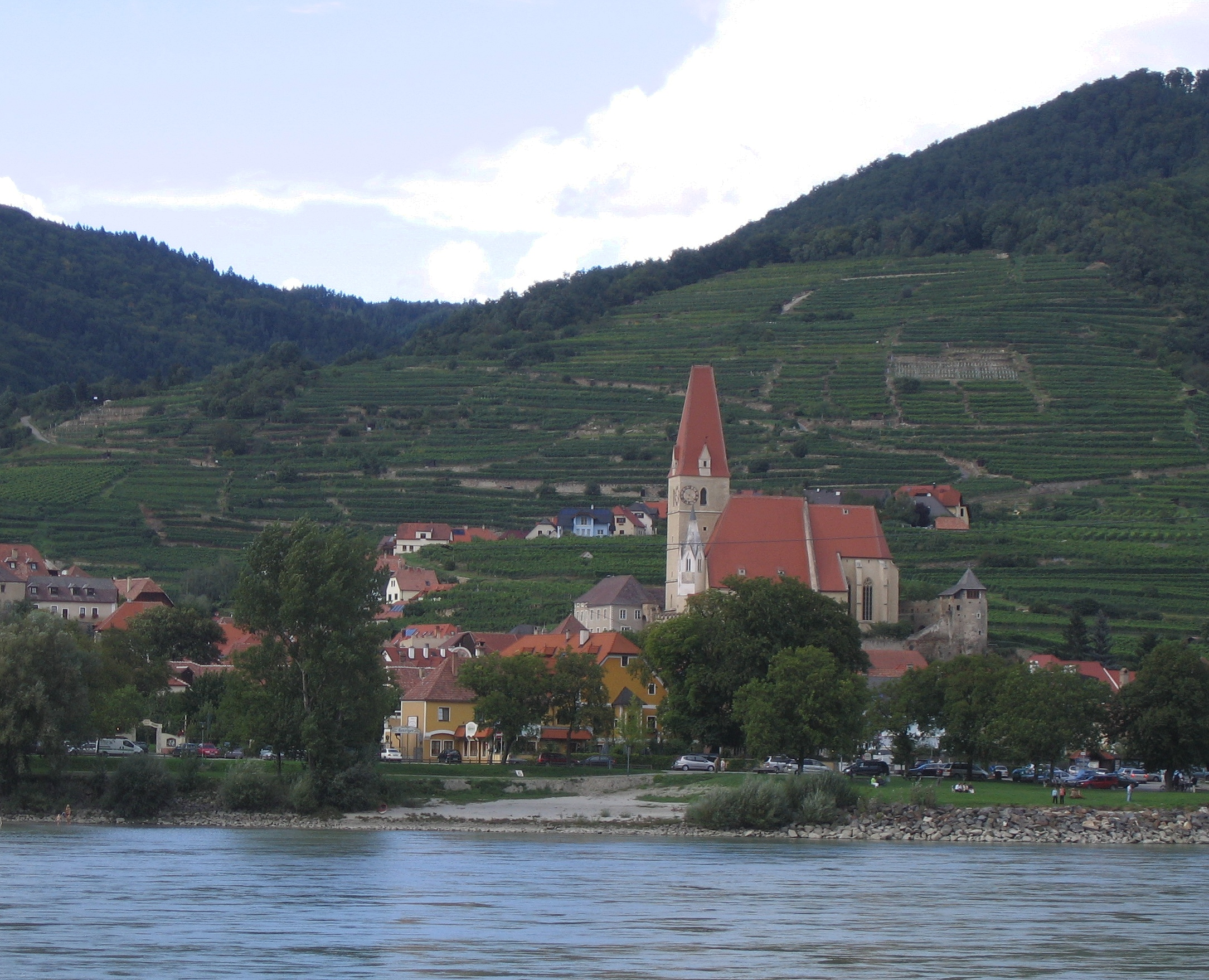
Weißenkirchen in der Wachau.

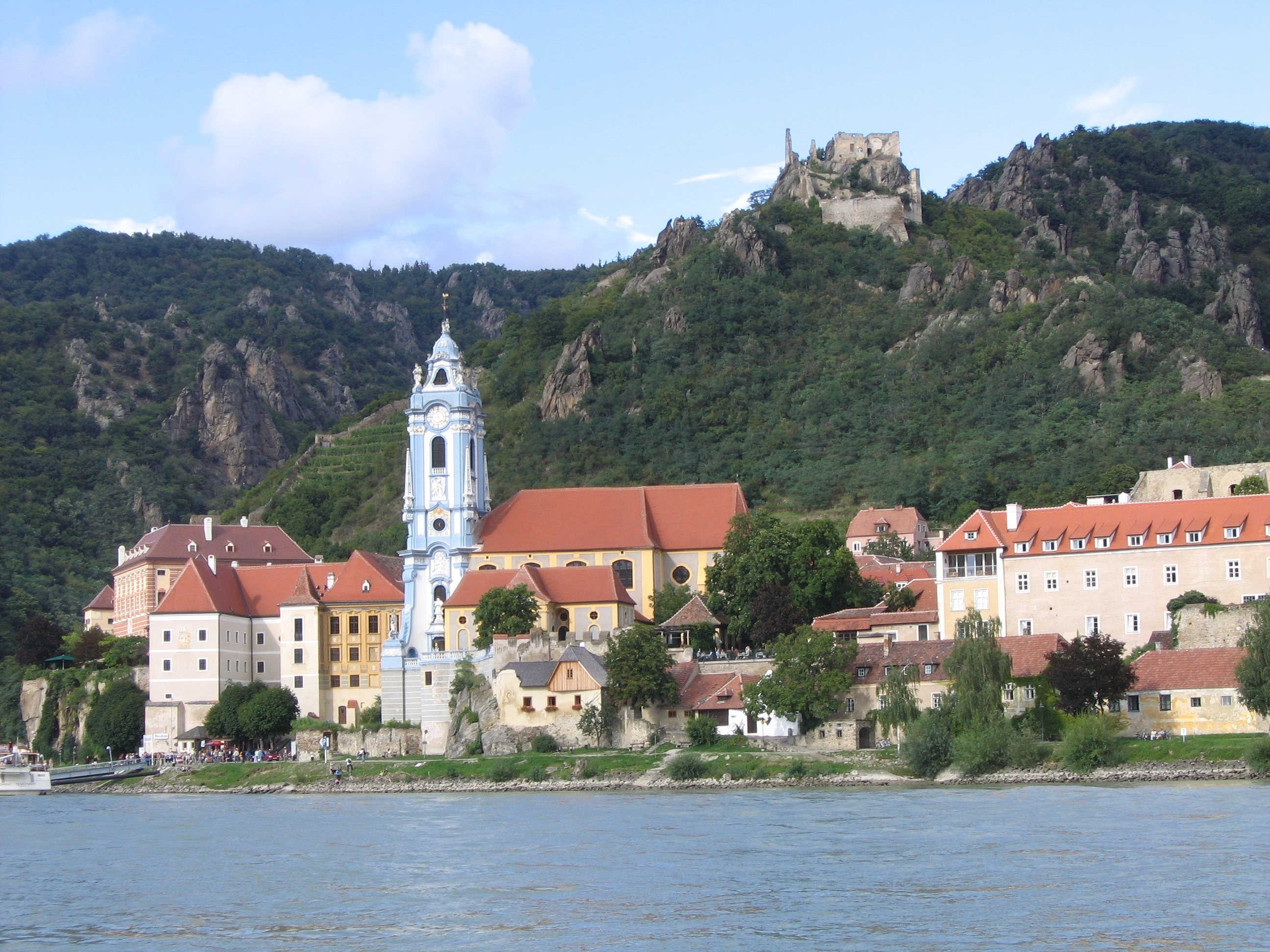
Dürnstein.

Il tratto da Passavia a Vienna è, dopo la ciclabile del Lago di Costanza, la seconda pista ciclabile più battuta d'Europa. Annualmente la percorrono circa 300.000 ciclisti, dei quali 60.000–70.000 coprono tutti i 326 chilometri del percorso completo. L'itinerario è gradevole grazie al paesaggio mutevole e grazie al fatto che le 3-7 tappe giornaliere (a seconda delle condizioni fisiche) presentano buone infrastrutture. La prosecuzione della ciclabile da Vienna in direzione dell'Ungheria (circa 70 km) conduce davanti al Parco nazionale Donau-Auen ed è leggermente meno frequentata.
Da Passavia (313 m s.l.m.), risalendo il fiume, si può scegliere l'itinerario a destra (meridionale) o a sinistra (settentrionale) del Danubio. Lungo l'itinerario meridionale si trova Schardenberg (600 m), la cui torre d'osservazione offre un'ampia panoramica a 360° sulle Prealpi. Prima della stazione di frontiera presso Obernzell si trova la Rocca di Krempelstein, vecchia di 800 anni, antica sede dei Cavalieri di Rosacroce. Segue la Rocca Vichtenstein presso Kasten e si attraversa sul Danubio la centrale elettrica di Jochenstein, che fu costruita insieme nel 1952–56 dai gestori tedeschi e austriaci della centrale. Dopo il castello di Rannariedl e il villaggio di pescatori di Niederranna, la ciclabile scorre davanti al Monte di Ameis, alla regione danubiana del Mühlviertel, attraverso il nodo di Schlögen fino al bacino di Eferding. Il monastero di Wilhering si trova prima del restringimento del fiume presso il Bosco di Kürnberg.
Dopo di ciò si arriva alla capitale del Land dell'Alta Austria, Linz (capitale della cultura d'Europa nel 2009), con i suoi tre ponti sul Danubio. Lungo la riorganizzata zona della sponda si trovano il museo d'arte moderna Lentos, l'Ars Electronica Center di fronte, la casa di concerti Brucknerhaus, la fabbrica di tabacchi e la vicina città vecchia con la passeggiata (Flaniermeile) e la cattedrale. Questa zona cittadina di Linz sul Danubio è caratterizzata da un "Open-Air-Ensemble di arte moderna", che tra l'altro comprende opere di David Rabinowitch, Mathias Goeritz e Herbert Bayer.[4] Proseguendo, il percorso presso la diga dell'acqua alta offre una buona vista sull'ansa del Danubio di Linz, la zona industriale della VÖEST e il santuario sul monte Pöstlingberg.
La sezione successiva invita a visitare Mauthausen (Campo di concentramento di Mauthausen-Gusen, cave di granito), la città romana di Lauriacum e la città di Enns – alta sopra la foce dell'omonimo fiume. Dopo la fertile, ma spesso inondata, regione del Machland, con il villaggio celtico di Mitterkirchen segue il monastero di Ardagger. La città di Grein possiede contemporaneamente due attrazioni turisticamente molto significative: il teatro cittadino di Grein (il più antico teatro cittadino austriaco ancora oggi utilizzabile) e la signorile presenza del castello di Greinburg, con il suo lussuoso arredamento interno, nonché il museo della navigazione dell'Alta Austria. Questa porzione del percorso è percorribile in bicicletta su entrambe le sponde del Danubio. La sponda meridionale del Danubio è nota anche come ciclabile del Danubio Mostviertler (=quartiere del mosto).
Là incomincia anche l'anticamente molto pericolosa regione della Strudengau, con il capoluogo San Nikola sul Danubio, dove in passato si prendevano i piloti per le proprie imbarcazioni. Oggi la zona fa parte della zona delle chiuse della successiva centrale elettrica ed è navigabile senza problemi. Le rocche Werfenstein e Freyenstein si trovano all'inizio di un tratto fluviale diritto, dove da nord sfocia il Waldviertler Yspertal. Questa valle è nota anche come "Valle delle meridiane". Nel restringimento del fiume presso Persenbeug e Ybbs, che si dovrebbe ammirare anche dall'alto (terrazza fluviale meridionale), negli anni 1950 fu costruita la maggiore centrale idroelettrica austriaca, la centrale di Ybbs-Persenbeug.
Dopo Pöchlarn (Bechelaren nella saga dei Nibelunghi), non distante dal monumento a Ostarrichi (Marca dell'Est = Austria) del 996 si arriva al monastero benedettino visibile da lontano di Melk, con le sue due torri, la biblioteca barocca e il giardino del monastero. Da Melk varie ciclabili su entrambe le rive del Danubio conducono nella valle della Wachau (viticoltura e frutticoltura, chiese medievali, rovina di Aggstein, museo dei navigatori, Dürnstein). La Wachau termina presso la città della Bassa Austria di Krems, che è dotata di una serie di mostre, musei e opere di fortificazione. Gli amanti del vino e della natura dovrebbero visitare nella vicina località di Langenlois il Loisium e salire sulla imponente terrazza formata da löss per ammirare il paesaggio.
Dopo il monte del monastero di Göttweig e le colline delle rocche presso Hollenburg si raggiunge, passando davanti a ulteriori centrali elettriche, la pianura del Campo di Tulln, presso il cui inizio si trova l'antico insediamento di Traismauer (il romano Augustianis). A sud del Danubio si trovano insediamenti lineari contadini, a nord cominciano le golene del Danubio con numerose lanche. La ciclabile scorre attraverso la zona della centrale nucleare mai entrata in funzione di Zwentendorf. Presso Tulln (due ponti sul Danubio, città vecchia) spunta alla vista il bosco viennese, ai cui piedi si trovano la rocca di Greifenstein e il monastero di Babenberg Klosterneuburg. Attraverso il cancello viennese, presso il pendio del monte di Leopoldsberg, si arriva a Vienna e si pedala sulla Donauinsel (isola del Danubio), una isola allungata costruita come protezione dall'acqua alta che funge da area eventi e area ricreativa nonché da riserva naturale.
La ciclabile del Danubio attraversa il bacino viennese e presso Orth si può visitare uno dei molti castelli di Marchfeld e il centro del parco nazionale delle isole fluviali del Danubio. Sulla terrazza fluviale sulla sponda meridionale si trova la città romana di Carnuntum, presso Petronell, con parecchi campi archeologici e l'arco degli eroi. Da lontano, verso est, si vedono avvicinarsi le montagne di Hainburg, dove incominciano i monti Carpazi, e si arriva alla città di Hainburg con l'arco viennese e l'arco d'Ungheria. Ai margini della città il percorso passa davanti al monte del castello e al monte di Braunsberg (scavi archeologici celtici), al monte del Thebner Kogel vero l'arco ungherese – il passaggio nel bassopiano ungherese. Subito dopo la frontiera austro-slovacca, dove il fiume March sfocia nel Danubio, giace Bratislava, la capitale della Slovacchia.

### Galleria d'immagini del percorso in Austria

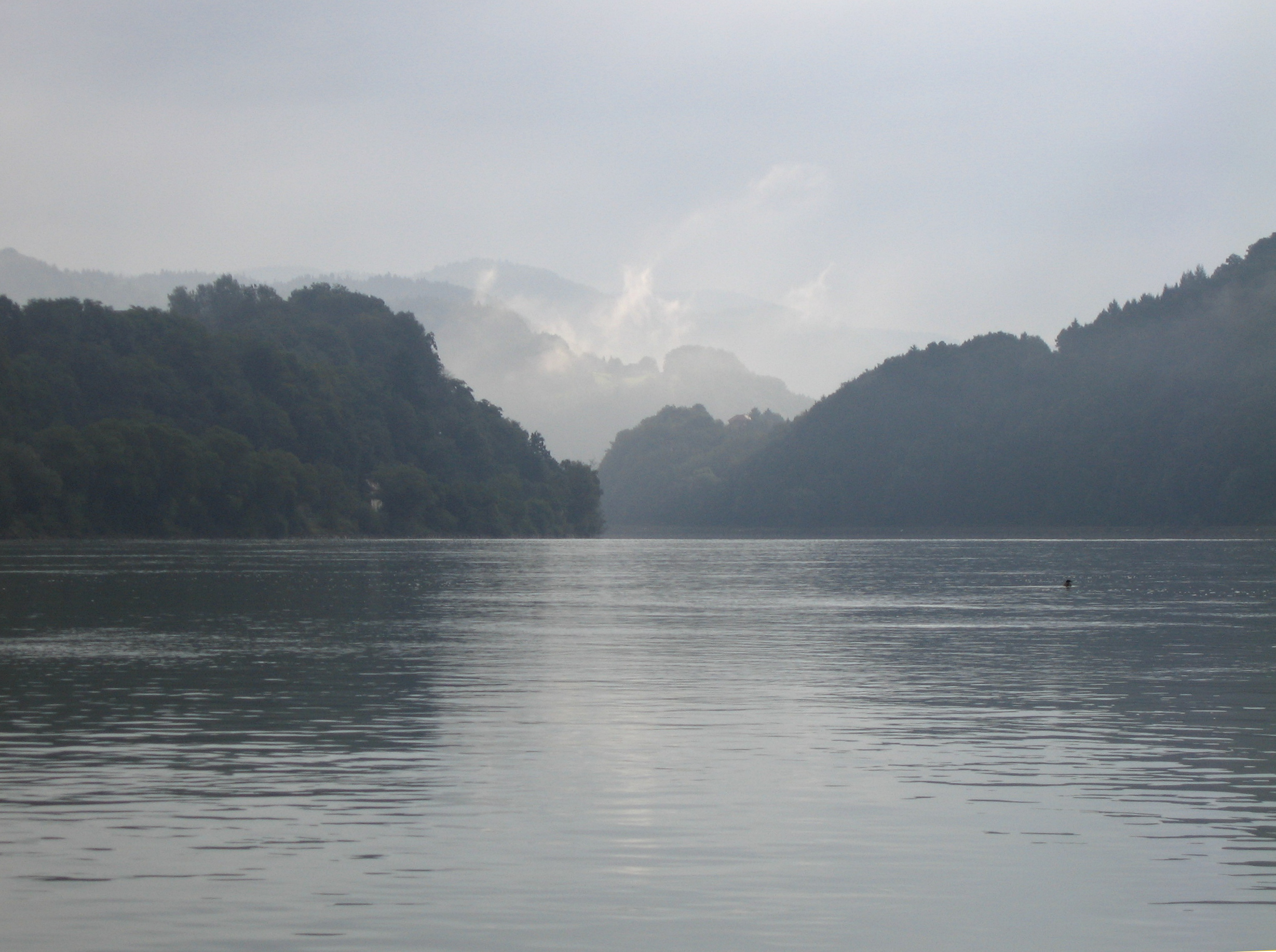
Strudengau
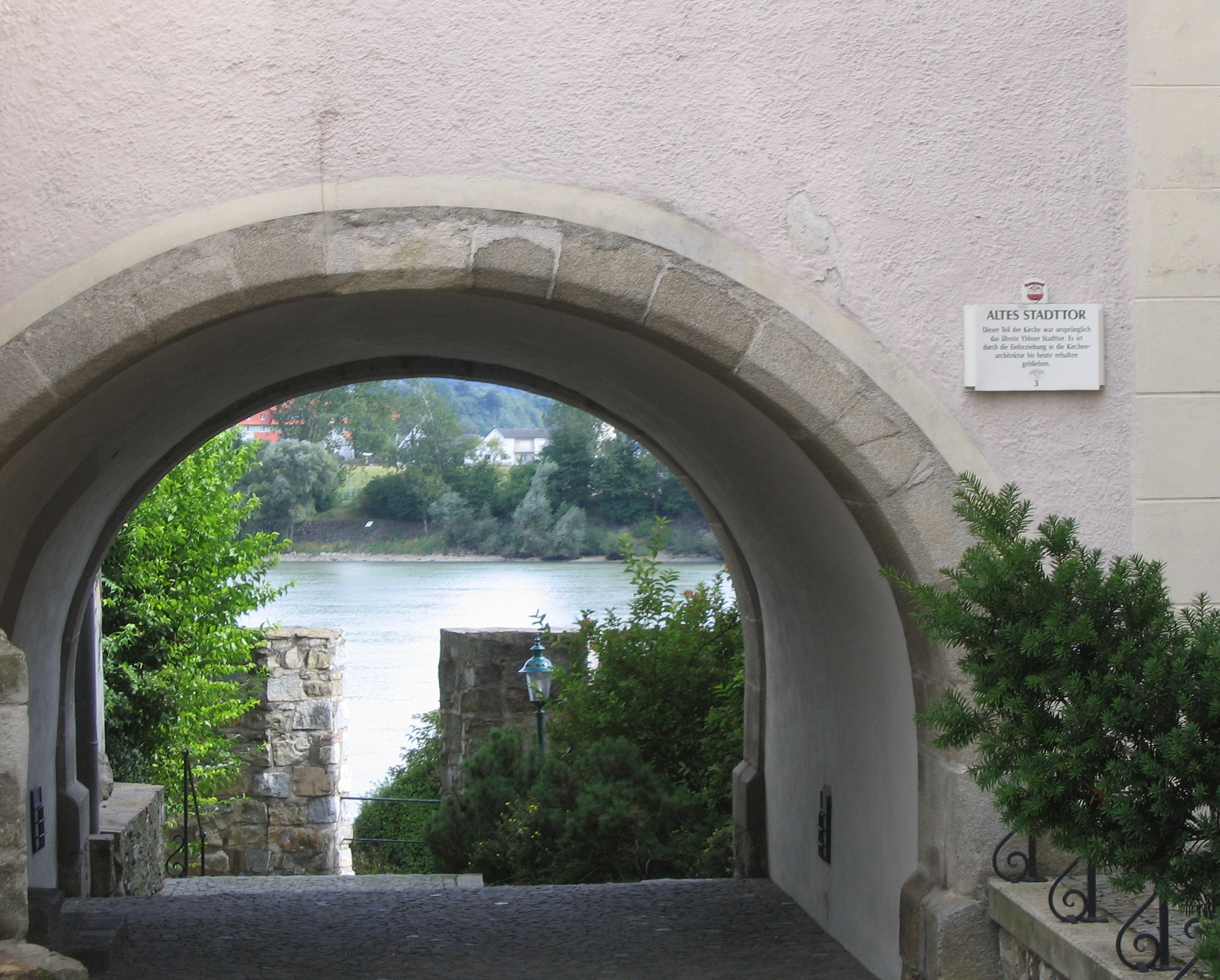
Ybbs, vista attraverso la vecchia torre cittadina
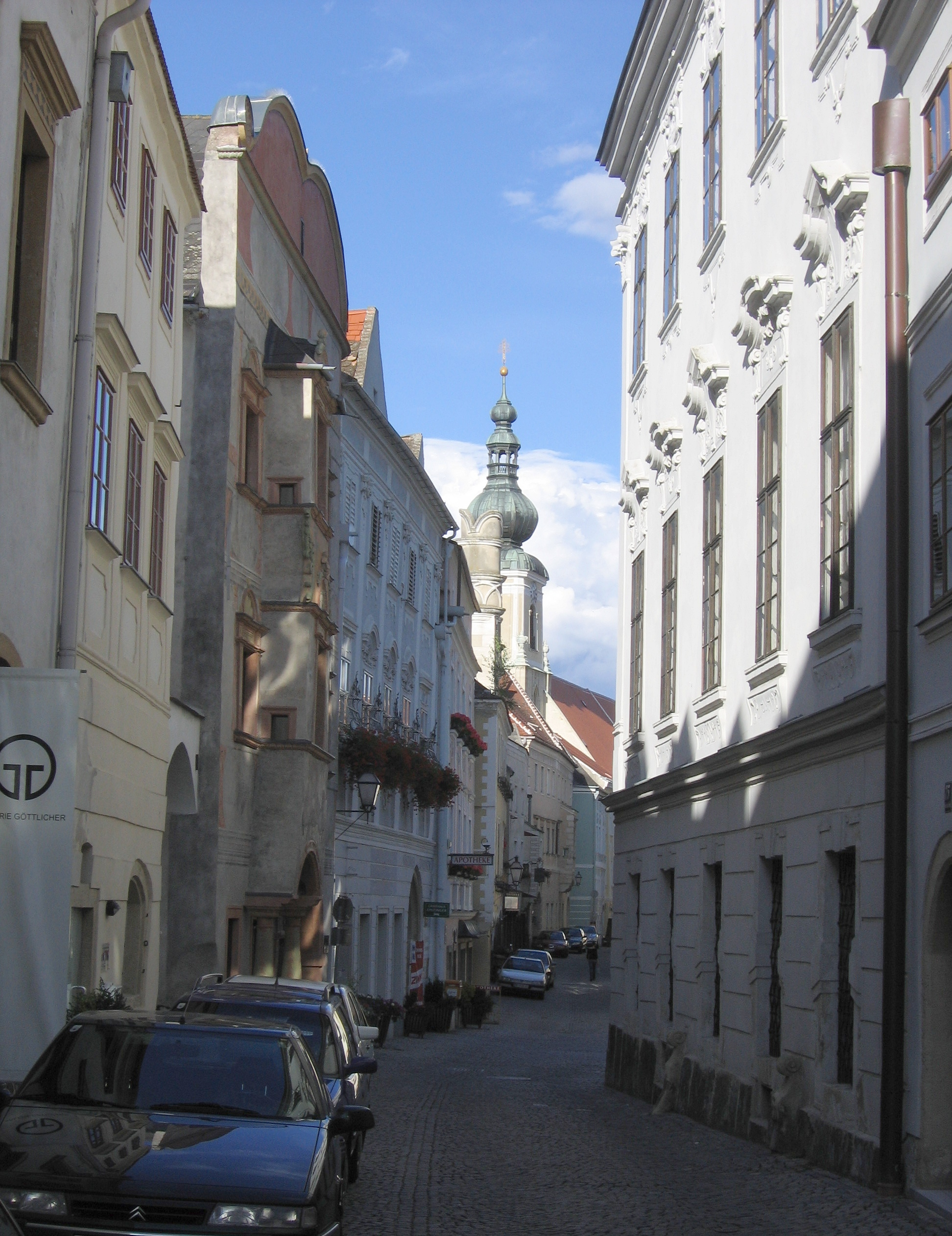
Attraversamento del paese attraverso Krems-Stein
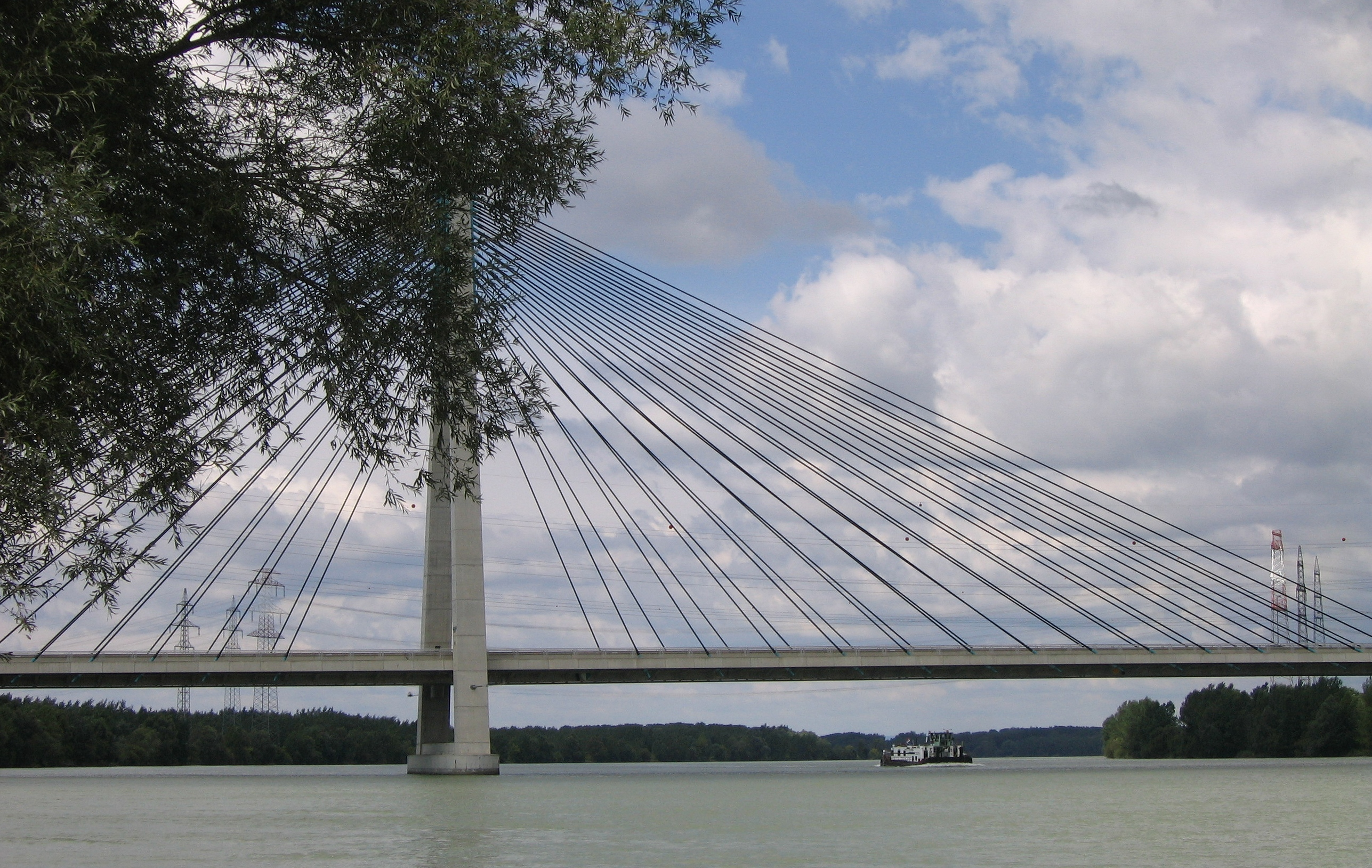
Ponte sul Danubio presso Tulln (Rosenbrücke)
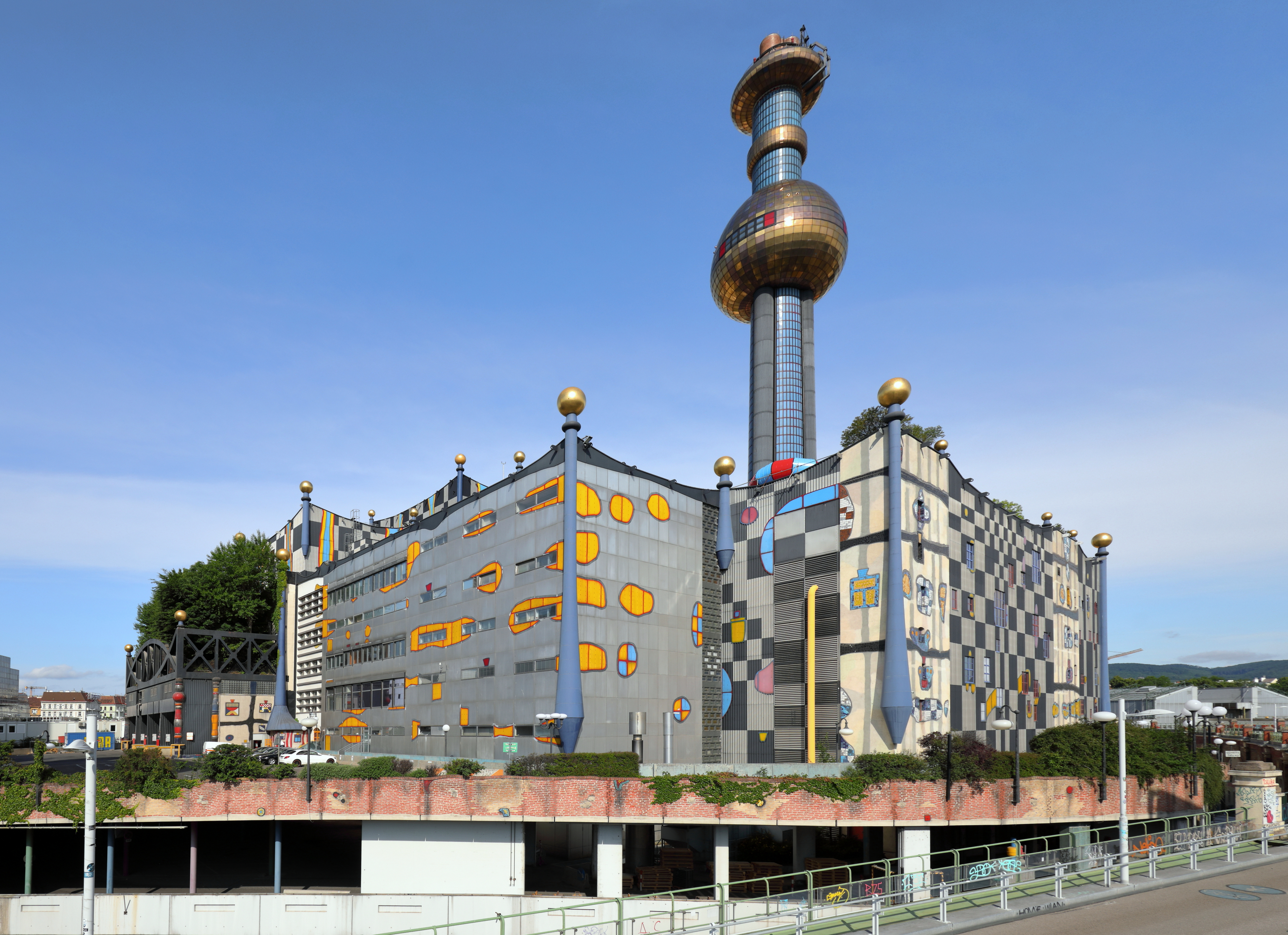
Vienna, centrale di teleriscaldamento con disegni di Friedensreich Hundertwasser
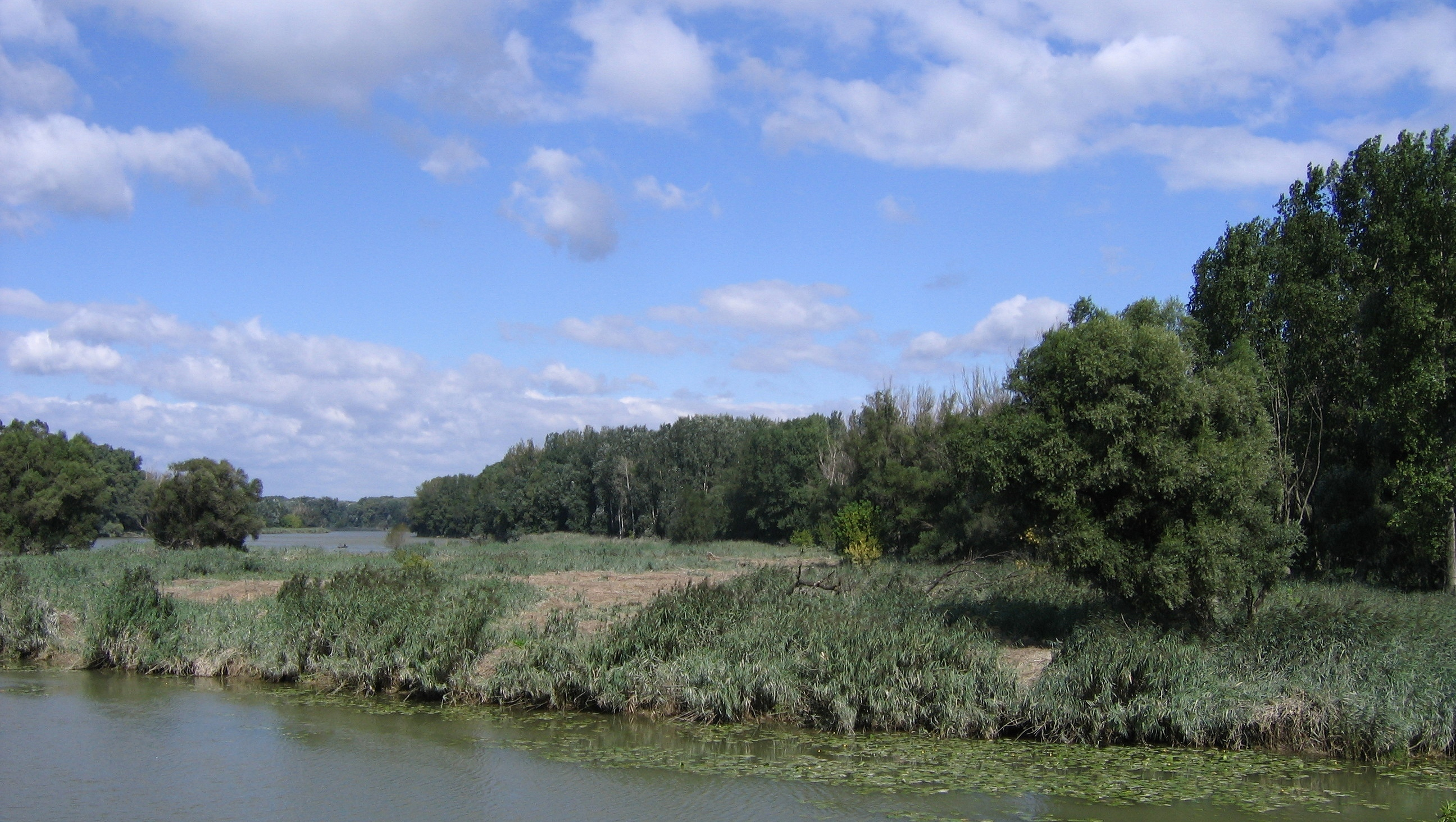
Paesaggio campestre presso Vienna

## Slovacchia e Ungheria

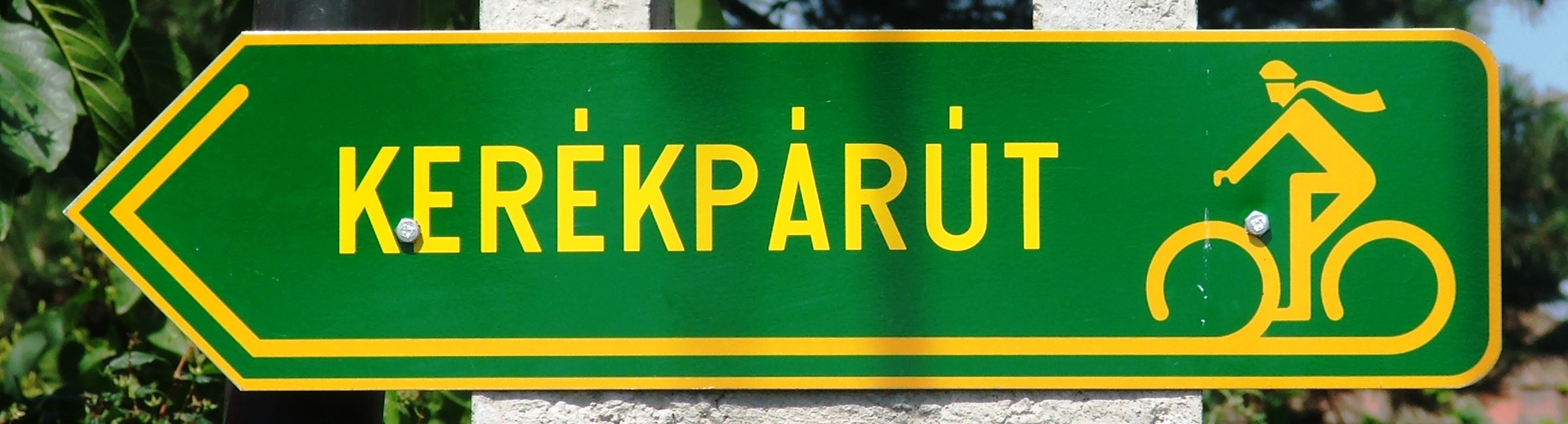
Cartelli ungheresi delle piste ciclabili

Da Bratislava, sul lato slovacco, si attraversa il piccolo bassopiano ungherese sopra le dighe del Danubio accumulato fino alla centrale idroelettrica di Gabčíkovo e da là verso la porzione su strade sterrate fino a Komárno. Il percorso alternativo, sul lato ungherese fino a Komárom, si allontana per lo più di alcuni chilometri dal Danubio, tuttavia offre in cambio la possibilità di visitare le città di Mosonmagyaróvár e Győr. Dalla città doppia Komárom/Komárno a scelta si può proseguire sul lato slovacco o ungherese fino a Esztergom, mentre il percorso sul lato ungherese porta nel Mittelgebirge (=mezza montagna) ungherese. All'ansa del Danubio presso Esztergom il percorso si piega in direzione sud e attraverso Szentendre conduce fino a Budapest.
Sull'isola del Danubio di Csepel il percorso esce da Budapest. Fino a Baja si procede per lo più lateralmente al traffico stradale sopra dighe su percorsi parzialmente non fissati. Da Baja esistono due percorsi alternativi. Uno porta direttamente alla frontiera serba, poi oltre Sombor verso Novi Sad. L'altro conduce inizialmente alla cittadina di Mohács, nota per via di due battaglie contro l'impero ottomano. Con un battello si prosegue sul lato destro del Danubio in direzione della frontiera croata.

### Galleria d'immagini del percorso in Slovacchia e Ungheria

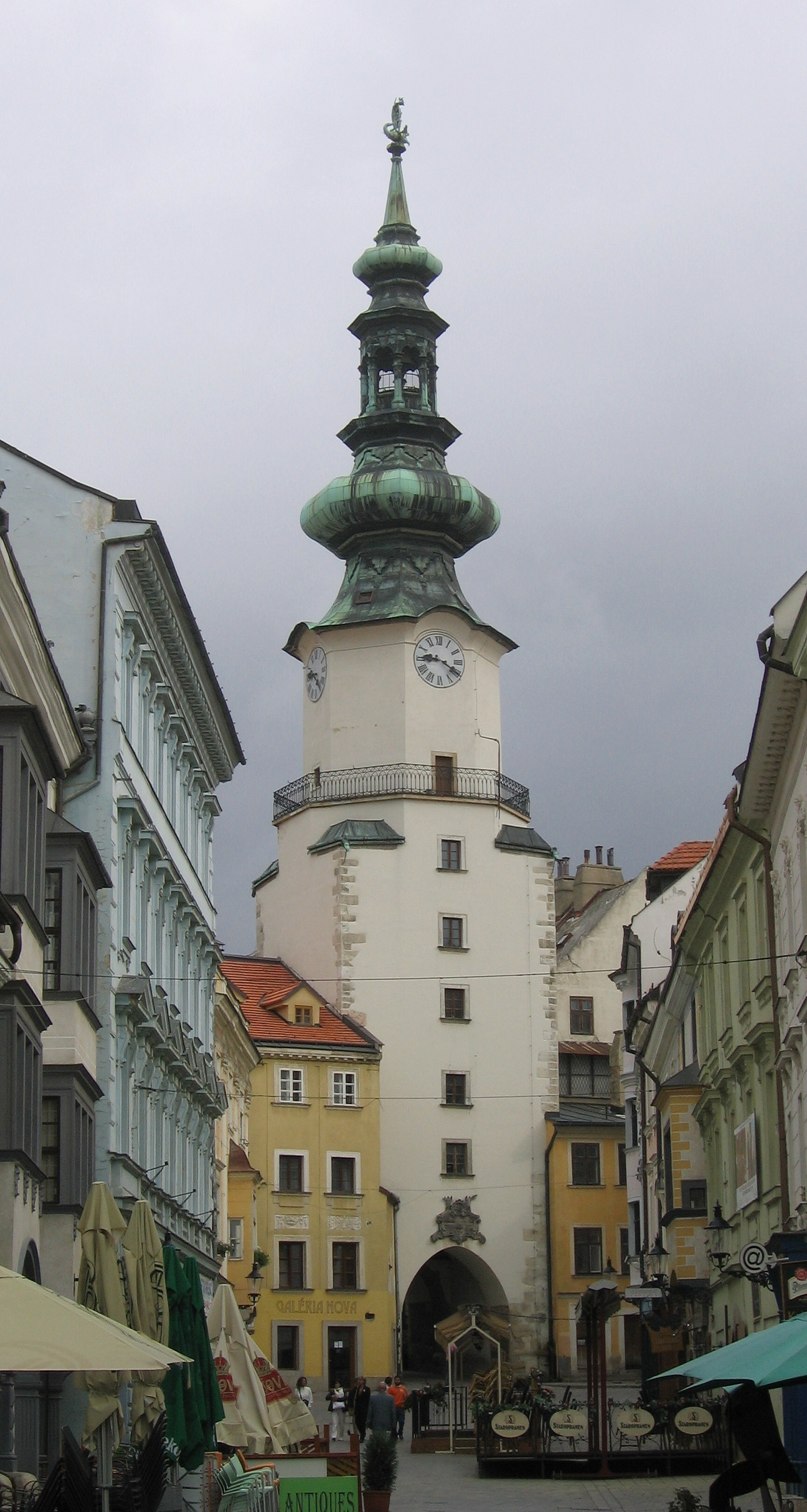
Bratislava, Michaelertor
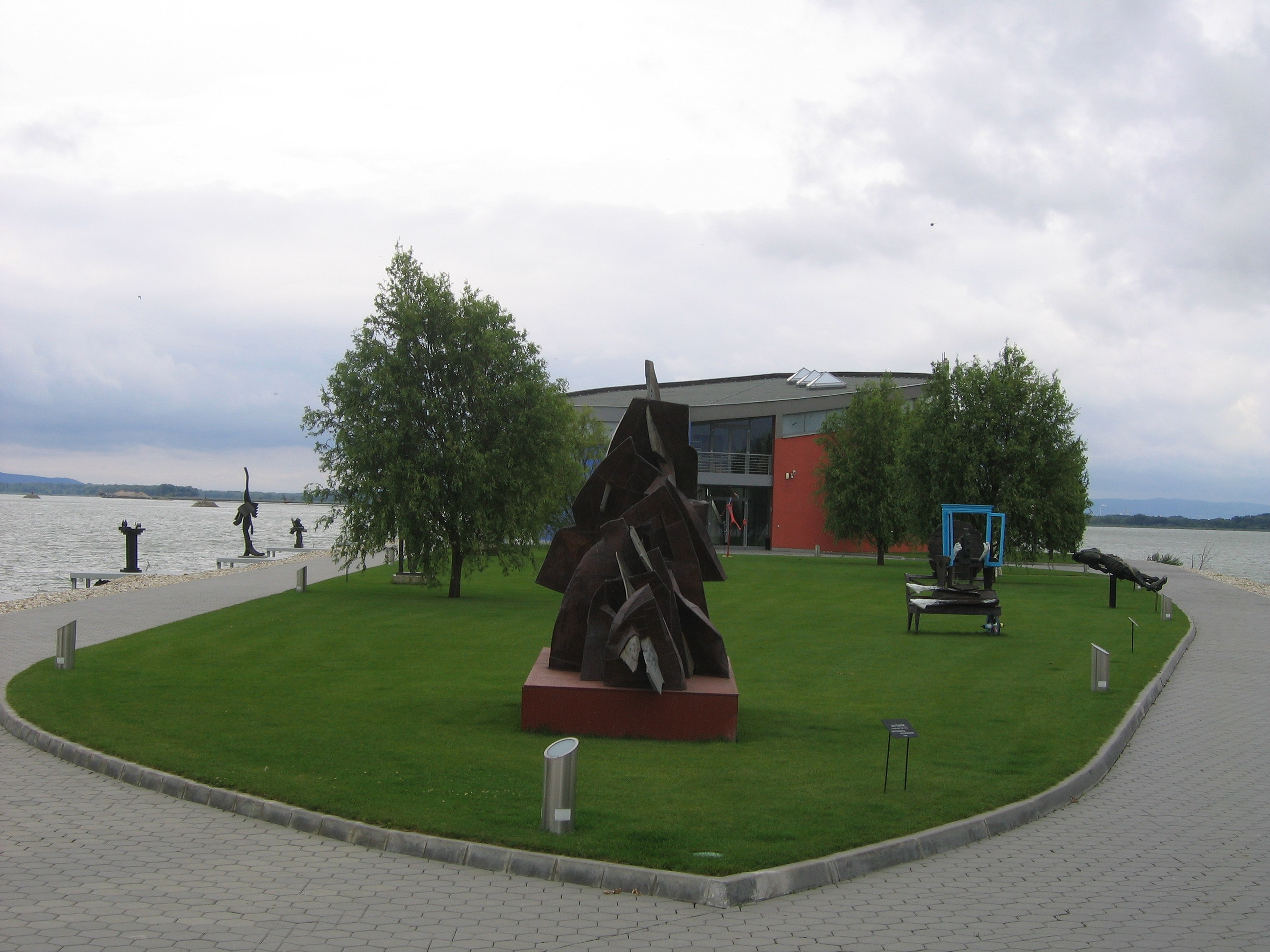
Danubiana Meulensteen Art Museum presso Čunovo
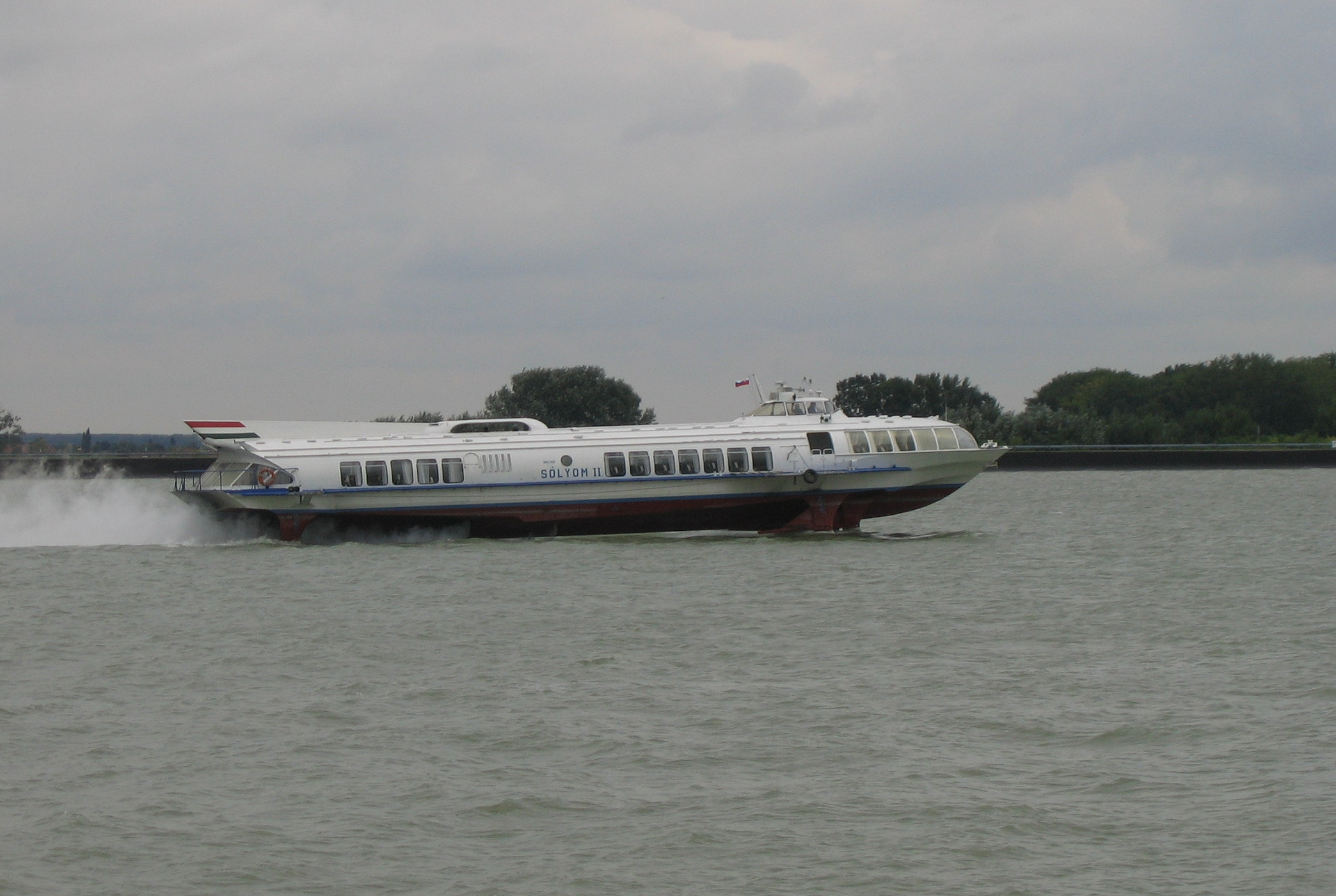
Incontro sul Danubio slovacco
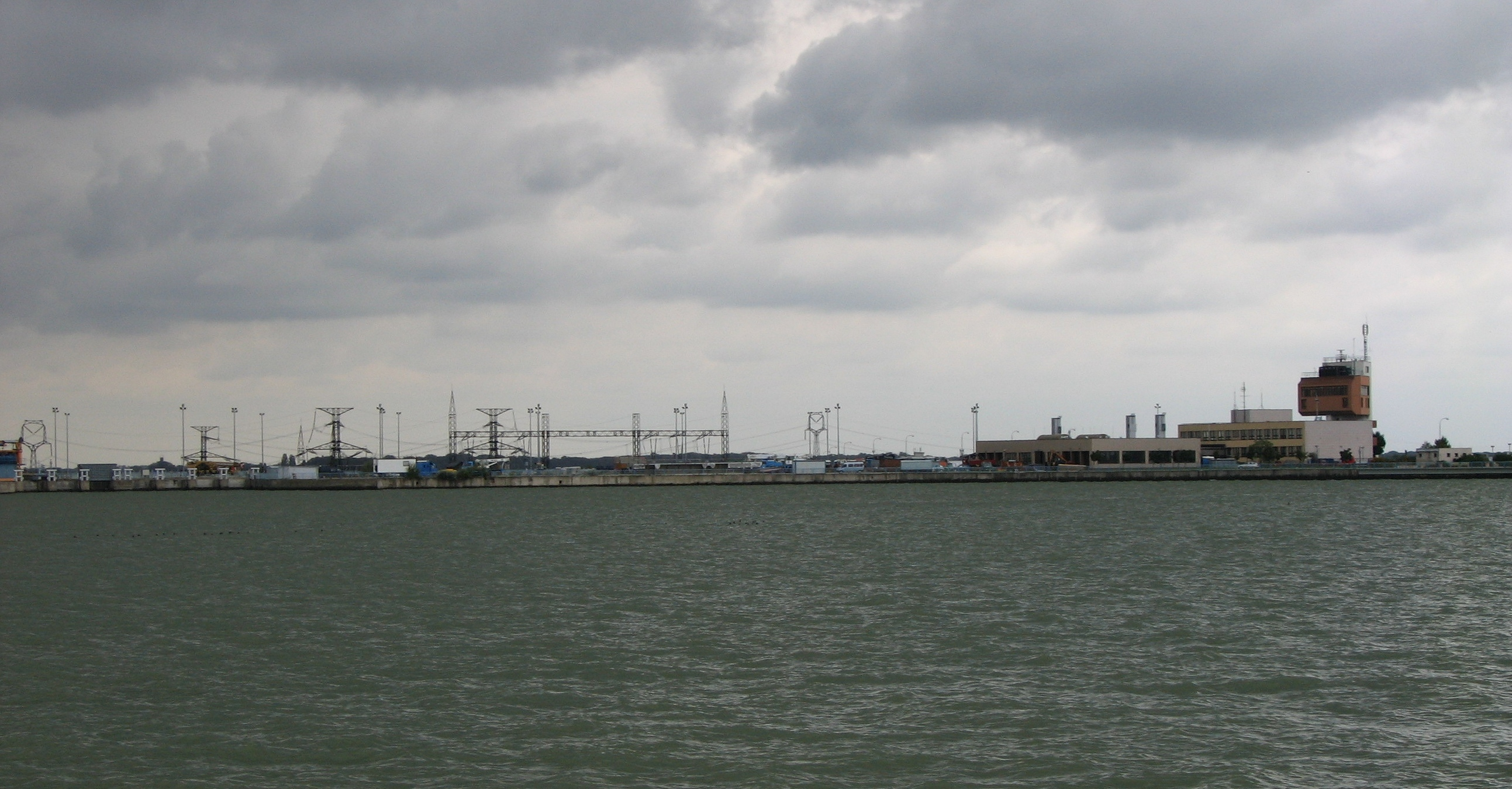
Danubio accumulato e centrale idroelettrica presso Gabčíkovo
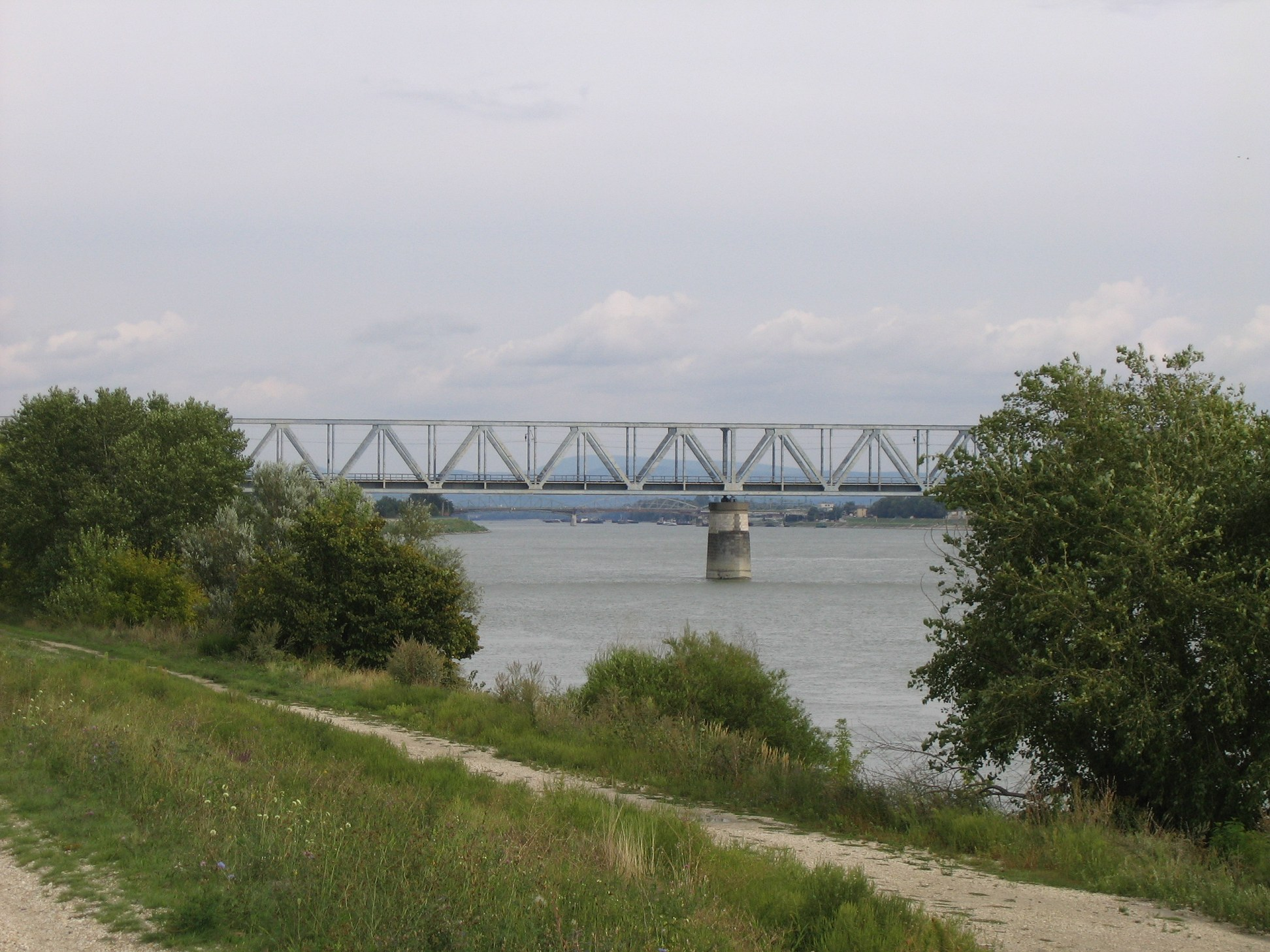
Strada sterrata e ponte ferroviario presso Révkomárom/Komarno
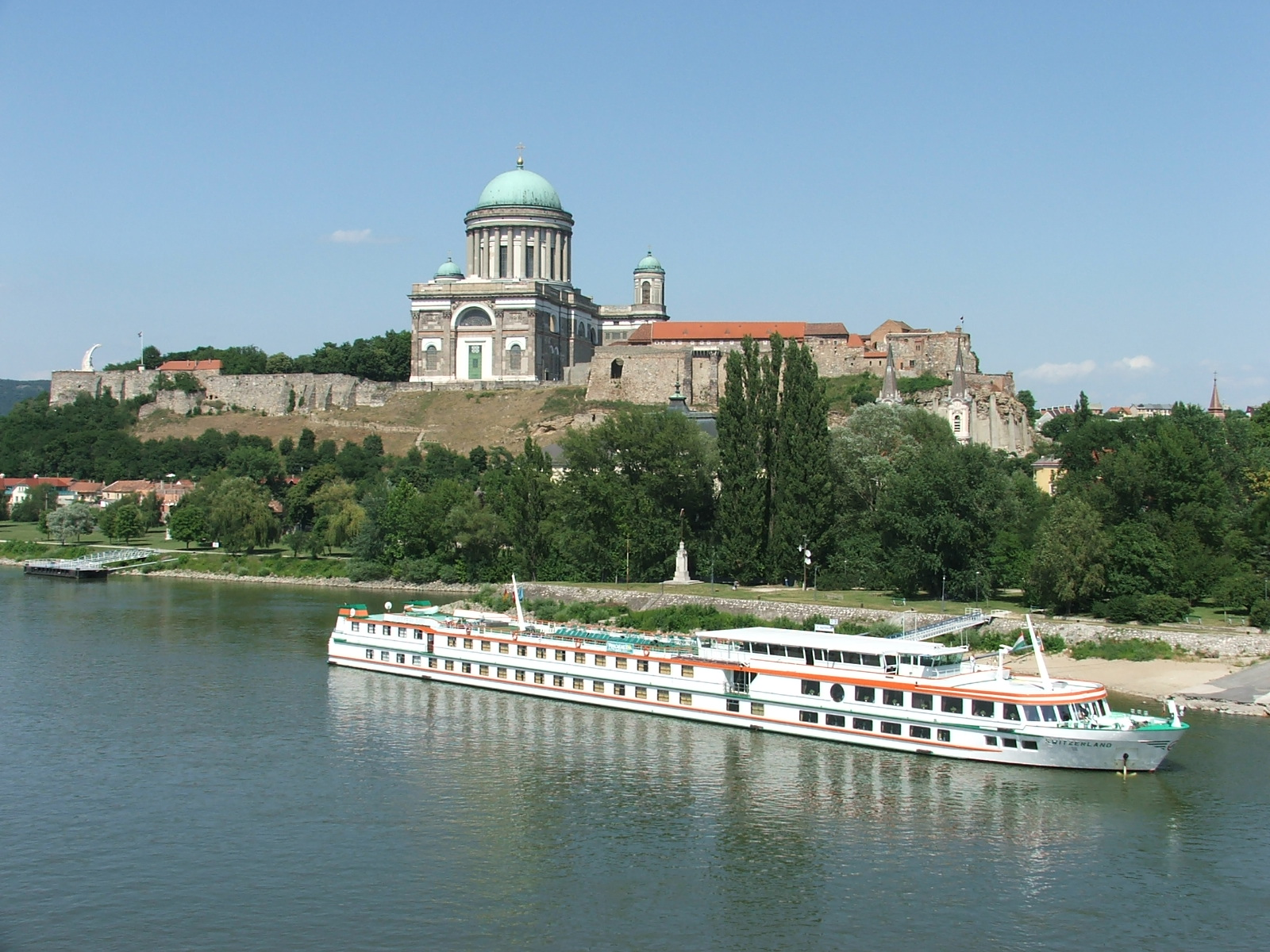
Esztergom

## Croazia

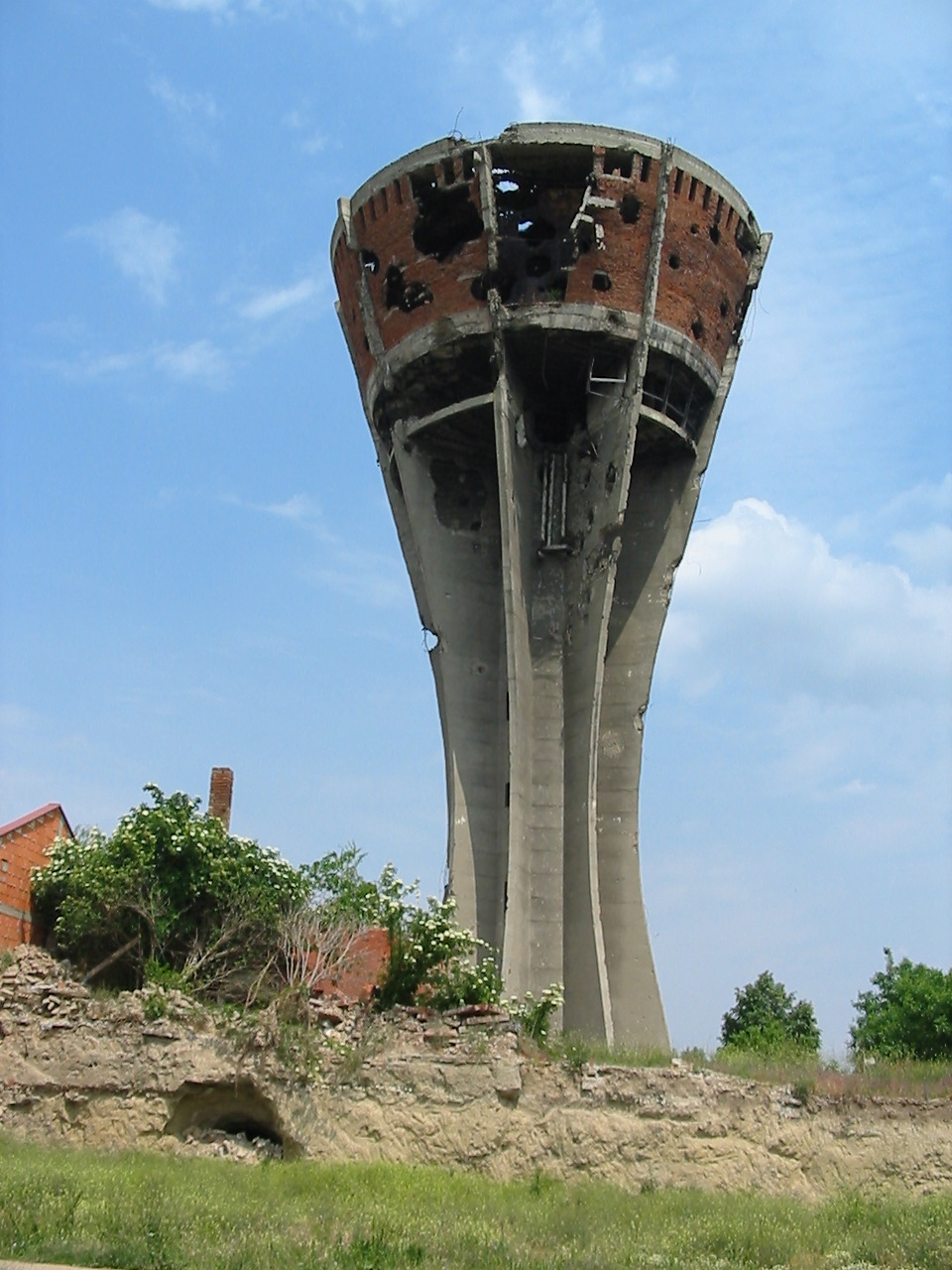
Torre dell'acquedotto di Vukovar

Il percorso in Croazia è segnalato in modo incompleto come Ruta Dunav. Attraverso piccoli villaggi il percorso porta prima nella città di Zmajevac, popolata principalmente da ungheresi. Da qui si può continuare a seguire la strada provinciale verso Osijek, oppure girare poco prima dell'ingresso del paese su un sentiero di ghiaia, che porta nel parco naturale Kopački rit e finisce alcuni chilometri prima di Osijek di nuovo sulla strada provinciale. Da Osijek per strade secondarie si arriva a Vukovar. Qui molti edifici ricordano ancora la distruzione della città durante la battaglia di Vukovar nella guerra d'indipendenza croata. L'ultima città in Croazia è Ilok. Da lì esistono due passaggi di frontiera verso la Serbia, da dove si giunge a Novi Sad dalla riva destra o sinistra del fiume.
Nel tratto croato s'incontrano molti cartelli ai lati del percorso, che avvertono del pericolo di mine antiuomo. Là bisogna evitare assolutamente di abbandonare le strade o i sentieri. Cartine e ulteriori consigli sono offerti dal centro croato anti-mine.

## Serbia

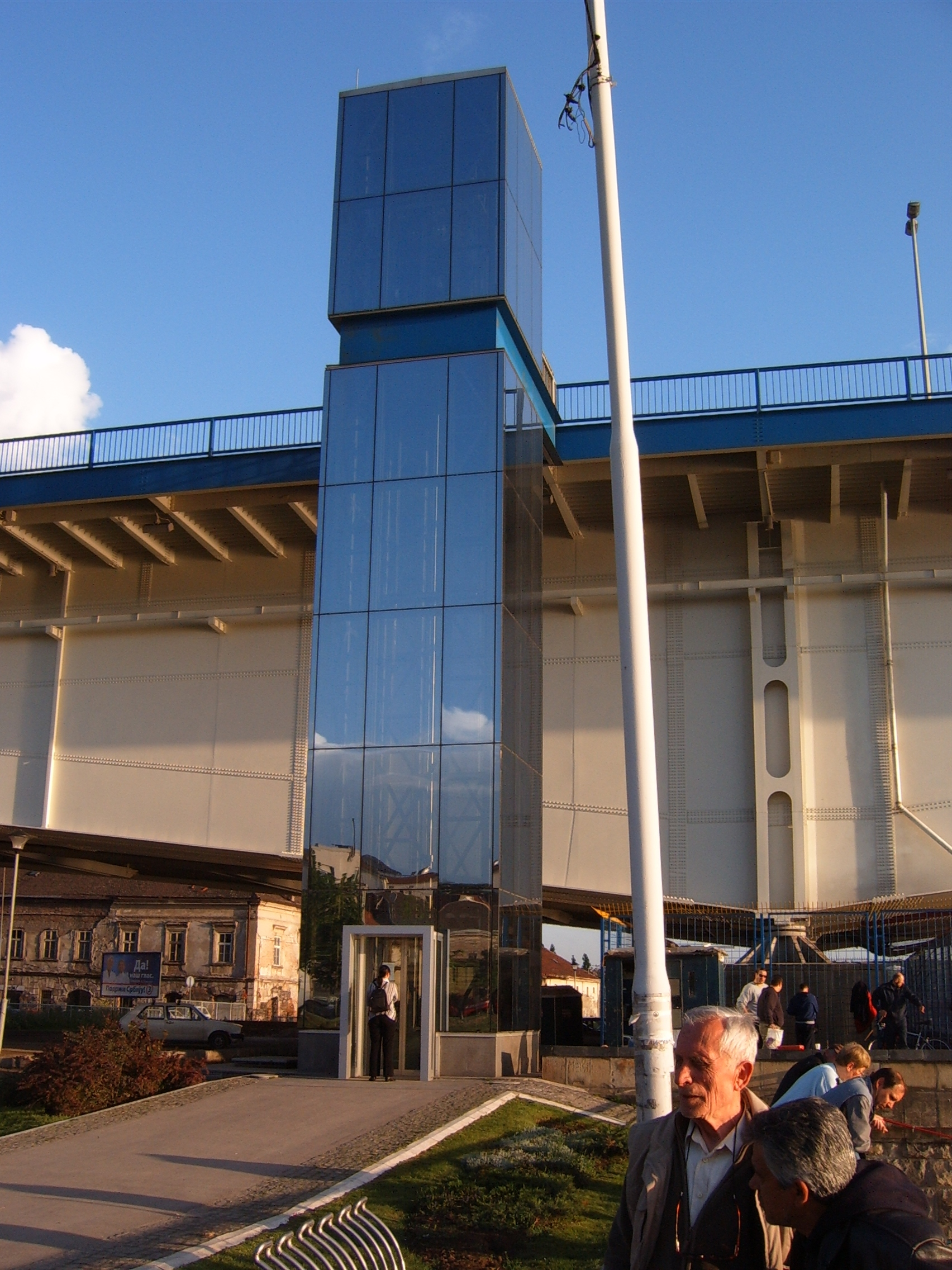
Ascensore per biciclette a Brankov most in Belgrado

Sotto l'iniziativa del Deutschen Gesellschaft für Technische Zusammenarbeit(GTZ), tra il 2006 e il 2009 venne sviluppato uno schema per la promozione del turismo ciclistico, che è stato integrato con grande documentazione cartacea ed on-line. Perciò la via ciclabile in Serbia è completa ed in parte dotata di segnaletica che indica strade alternative. In gran parte il tratto corre su tranquille strade laterali, che non sono sempre asfaltate. Solo nelle grandi città di Novi Sad e Belgrado vi sono piste ciclabili separate.

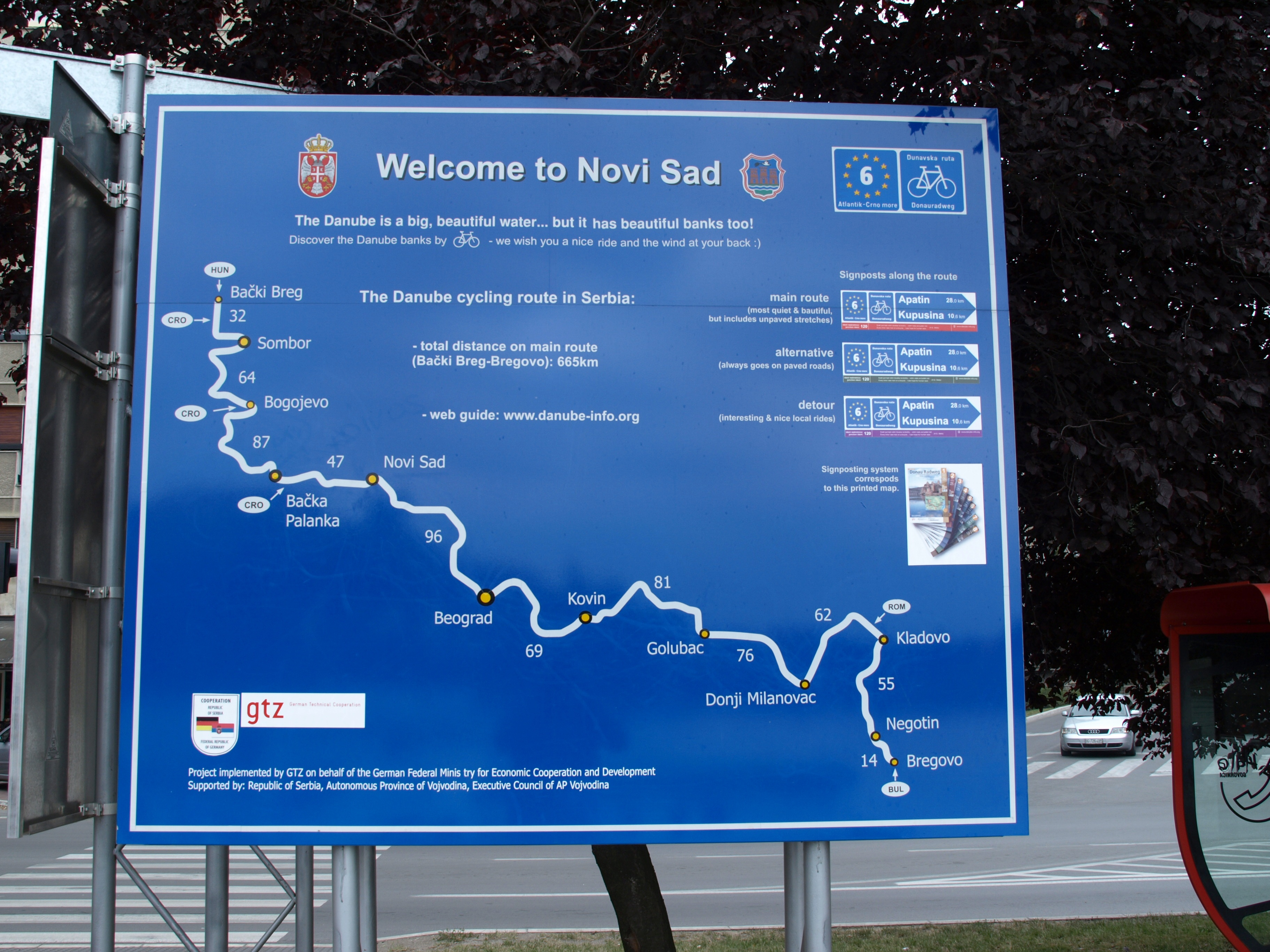
Percorso della ciclabile in Serbia, eccetto in Novi Sad

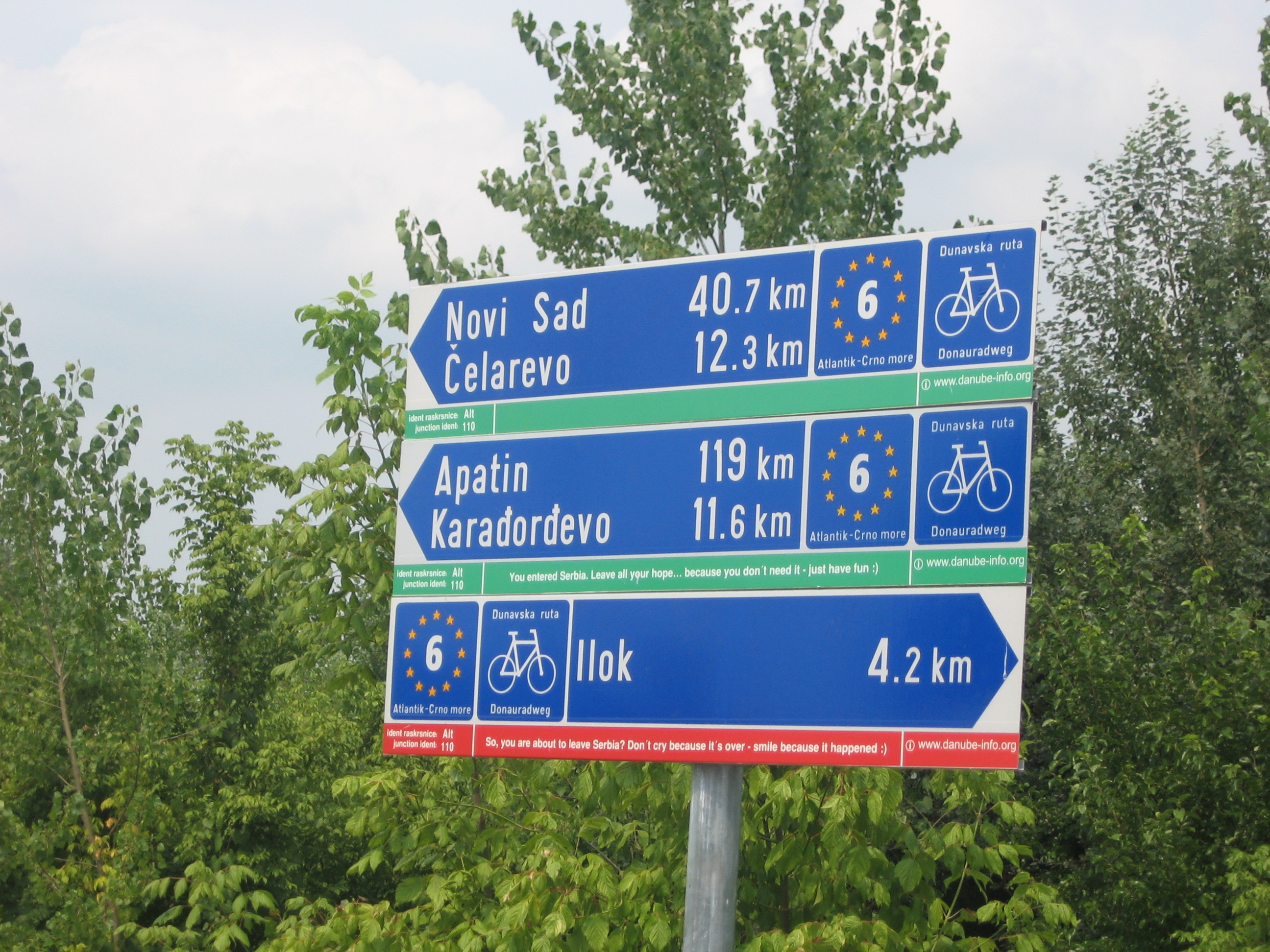
Segnalazione della Ciclabile del Danubio poco dietro il confine serbo-croato.

La strada diretta dall'Ungheria alla Serbia conduce, attraverso Sombor e Bogojevo, verso Bačka Palanka. Da qui, sulla sinistra orografica del fiume, in direzione di Novi Sad, c'è il capoluogo della provincia di Voivodina. Sulla passeggiata lungo il fiume, la via ciclabile conduce al centro della città e quindi su un ponte per la fortezza di Petrovaradin. In alternativa, presso Ilok, c'è, presso un secondo passaggio di confine, la possibilità di passare nuovamente sulla sponda destra del Danubio. Il tratto tra quest'ultimo e la piccola cittadina di collina di Fruška Gora, nota come parco naturale e per i suoi vari conventi ortodossi, è una variante che conduce a Novi Sad con maggior numero di salite ma anche con un traffico molto più leggero.
Da Novi Sad la via porta dapprima sulla strada principale in direzione sud, quindi su strade di campagna meno frequentate, che attraversano piccoli villaggi. Da Batajnica ci si ritrova sulla strada principale, che conduce a Zemun, quartiere di Belgrado, ove si può proseguire sulla pista ciclabile lungo il fiume.
Giunti alla confluenza con la Sava, si scorge dall'altra parte del fiume Kalemegdan, con i resti 
della fortezza di Belgrado. Non lontano, a monte della confluenza, il ponte Brankov most conduce oltre la Sava, alla città vecchia di Belgrado. Da questa parte vi è un ascensore, che trasporta anche i ciclisti dal ponte ad una pista ciclabile lungo la riva del fiume.
Belgrado viene lasciata con il ponte Pančevo-Brücke, dal quale la via prosegue lungo il confine serbo-rumeno, sulla sponda del Danubio fino a Ram, frazione di Veliko Gradište. Di qui si prosegue su strade non asfaltate o, da Pančevo, su strade meno frequentate. A Kovin vi è l'indicazione per Smederevo. Presso Ram si raggiunge, a mezzo traghetto, nuovamente la riva destra del fiume. Di qui il Danubio costituisce la linea di confine fra Serbia e Romania; da Golubac, attraverso le famose Porte di ferro, vi è l'imponente strettoia della valle del Danubio attraverso i monti Carpazi meridionali. Da Veliko Gradište seguono solo piccoli villaggi isolati. Qui val la pena di superare dislivelli fino a 200 metri ed attraversare alcuni tunnel. Importanti vedute in questo tratto sono la statua di Decebalo, dal lato rumeno, la Tabula Traiana, che tuttavia può essere vista solo da un battello sul fiume, e il sito archeologico di Lepenski Vir. Dal lato orientale dei monti si può attraversare il Danubio, e quindi il confine rumeno, sulla Diga delle Porte d'acciaio n.1 presso Drobeta-Turnu Severin. Dal lato serbo del fiume la pista ciclabile prosegue, attraverso Negotin, verso la Bulgaria.

## Bulgaria
Per una lunghezza di circa 500 chilometri il Danubio segna il confine fra Bulgaria e Romania. Qui la Ciclabile percorre entrambe le rive del fiume, cioè richiede lo spostamento da un Paese all'altro.
Nell'estate del 2010 ebbe inizio, sul confine serbo-bulgaro presso Widin, la segnaletica sul tratto bulgaro della via. Da Widin la pista corre attraverso Lom, Orjakovo, Nikopol, Belene, Svischtov, Ruse fino a Silistra, dalla quale il Danubio cessa la sua funzione di linea di confine per inoltrarsi interamente in territorio rumeno.

## Romania

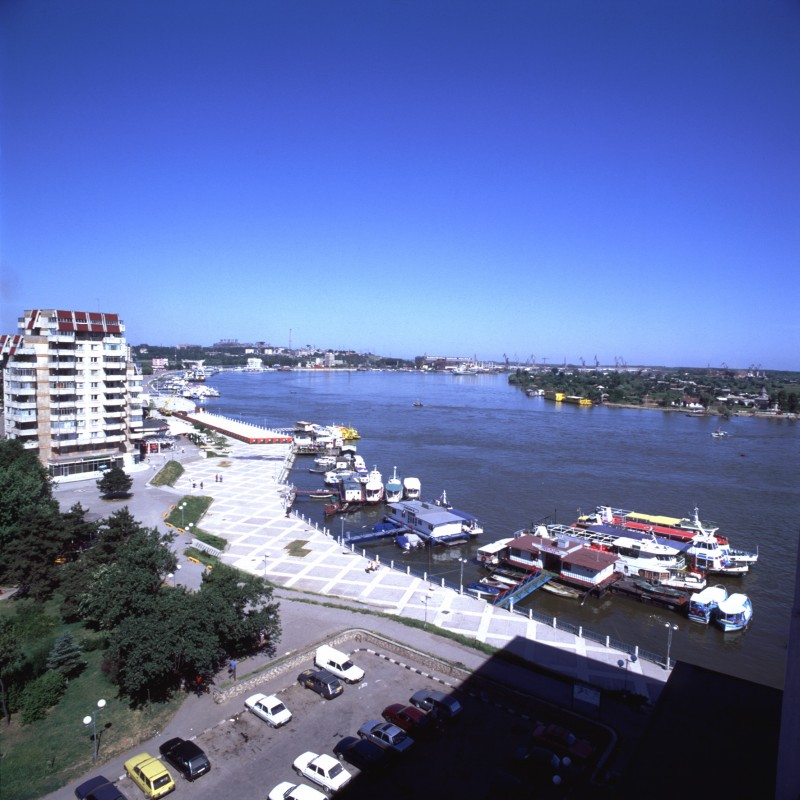
Porto in Tulcea

In Romania vi è il tratto più lungo (oltre 1000 km) in un'unica nazione della ciclabile del Danubio.
La pista corre lungo il confine della Bulgaria attraverso le zone della Oltenia (già Valacchia Minore) e della Multenia (già Grande Valacchia) verso est e quindi attraverso la Dobrugia prima in direzione nord e poi verso il delta del fiume.
Arrivando dalla Diga delle Porte d'acciaio n.1 si giunge, dopo pochi chilometri, alla città di Drobeta-Turnu Severin. Di qui la pista corre sempre vicino al Danubio attraverso numerosi villaggi e piccole città come Calafat, Corabia, Turnu Măgurele, Zimnicea e Giurgiu.
Giurgiu è collegata alla città bulgara di Ruse dal Ponte dell'Amicizia. Fino al 2013 questo era l'unico ponte sul Danubio che collegava Bulgaria e Romania.
La ciclabile prosegue attraverso Oltenița verso Călărași. Da qui si giunge con un traghetto dall'altra parte del fiume, passando vicino alla città bulgara di Silistra.
La ciclabile corre ora lungo la riva destra del fiume verso Cernavodă, dove si dirama dal fiume il Canale Danubio-Mar Nero ed infine, oltre Hârșova e Măcin, verso Tulcea. In questo tratto la ciclovia si sviluppa lungo strade secondarie che attraversano la campagna caratterizzata da vigneti, campi di grano e mais. 
Da qui il Danubio forma un ampio delta che, come significativa riserva della biosfera, è considerato dall'UNESCO Patrimonio dell'umanità.